# Glosar de patologie
Prezentul glosar conține termeni din domeniul patologiei.
| Cuprins |
| Aa - Ab • Ac • Ad • Ae - Af • Ag - Am • An - Ap • Ar - Az • Ba - Be • Bi - Bz • Ca - Cd • Ce - Cz • D • E • F • G • H • I • J • K • L • M • N • O • P • R • S • T • U • V • Z • |
| Vezi și • Legături externe |

## A

### Aa - Ab
- abacterian - proces inflamator provocat de alte cauze decât bacteriile; exemple: turbarea, micozele, distomiaza.
- abadie - simptom caracteristic pentru tabes, constând in absența durerii la presiunea puternică a tendonului lui Ahile.
- abazie - imposibilitate de a merge, datorită unei tulburări în coordonarea mișcărilor în mers; se întâlnește în isterie și în unele afecțiuni senile ale creierului, fiind asociată cu astazia.
- abces - acumulare localizată de puroi, format în urma dezintegrării țesuturilor sub acțiunea microbilor.
  - abces al plămânului - infecție provocată de o bacterie, de cele mai multe ori anaerobă, sau, mai rar, de prezența unui corp străin inhalat în arborele respirator și care se manifestă prin acumulare de puroi în plămân.
  - abces apical - abces ce apare în osul care înconjoara vârful dintelui.
  - abces Brodie - abces cronic al osului care poate apărea dupa o osteomielită acută bacteriană.
  - abces cald - reacție inflamatorie a organismului la dezvoltarea anumitor bacterii (stafilococi, streptococi) sau a unei amibe (Entamoeba histolytica).
  - abces dentar - acumulare de puroi, cauzată de o infecție a dintelui.
  - abces periamigdalian - formă de infecție localizată la nivelul regiunii cervicale și care cuprinde întreaga zonă adiacentă amigdalelor.
  - abces rece - abces cu evoluție lentă, fără fenomene inflamatorii, de cele mai multe ori de natură tuberculoasă.
- abdomen acut - urgență chirurgicală cauzată de lezarea unuia sau mai multor organe abdominale ca urmare a unui traumatism sau unei boli.
- abdomen de lemn - contractură permanentă, ireductibilă și dureroasă a peretelui abdominal.
- abdominalgie - durere abdominală periodică.
- aberație vizuală - vezi astigmatism.
- abiotrofie - proces degenerativ care afectează prematur structurile histologice, îndeosebi formațiunile nervoase, fără o cauză aparentă.
- ablastie - nedezvoltare sau dispariție completă a unui organ.
- ablefarie (sau ablepharie) - malformație congenitală caracterizată prin absența parțială sau totală a pleoapelor.
- ablepsie - absență a vederii; orbire, cecitate.
- abocluzie - dentiție în care dinții arcadei superioare (maxilarul superior) și ai arcadei inferioare (mandibula) nu se află în contact; lipsă de contact între dinții arcadei inferioare și cei ai arcadei superioare.
- abortiv - care se produce înainte de vreme, prematur; care nu a evoluat în întregime.
- abrahie - absența congenitală a brațelor; vezi și: acheirie, acnemie.
- abrahiocefalie - absența congenitală a brațelor și a capului; alte denumiri: acefalobrahie, acefalochirie.
- Abrikosov, tumoră ~ - tumoare benignă rară, localizată pe piele sau pe mucoase, îndeosebi pe limbă (sinonim: mioblastom granulos).
- abruptio placentae - desprinderea placentei de la poziția normală, cauzată de detașarea completă sau parțială a acesteia de peretele uterin.
- absintism - intoxicație cu absint.

### Ac
- acalazie - incapacitatea musculaturii netede a tubului digestiv, aflată în stare de spasm, de a se relaxa; termenul se folosește de obicei pentru cardie (acalazie esofagiană); sinonim: cardiospasm.
- acampsie - imposibilitatea efectuării flexiei la nivelul unui membru, din cauza imobilizării prelungite, a rigidității articulare sau a anchilozei acestuia.
- acantestezie - tulburare a sensibilității tactile, manifestată prin senzația de furnicare, de înțepături, fără existența vreunui stimul funcțional.
- acanthosis - boală de piele caracterizată prin prezența unor pete pigmentate și prin îngroșarea stratului malpighian al tegumentului pe diferite părți ale corpului, ca urmare a hiperplaziei stratului spinos al epidermei (sinonim: acantoză); vezi și acantoliză.
- Acanthosis Nigricans - boală cutanată rară, carcaterizată prin formarea de plăci de piele, groase și închise la culoare , localizate în special pe gât, zona axilară și pe partea ventrală.
- acantocefaloză - boală parazitară provocată de acantocefali.
- acantocitoză - anomalie de formă a eritrocitelor care par a avea spini, în care caz eritrocitele se numesc acantocite.
- acantoliză - stare particulară a celulelor stratului mucos Malpighi, caracterizată prin reducerea numărului de joncțiuni care determină coeziunea celulelor; vezi și acanthosis.
- acantom - denumire generală a tumorilor cutanate dezvoltate prin multiplicarea stratului mucos Malpighi.
- acantoză - vezi acanthosis.
- acapnie - scăderea anormală a concentrației de dioxid de carbon din sânge; poate fi cauzată de respirația foarte profundă în relație cu activitatea fizică a individului (sinonim: hipocapnie).
- acardie - malformație congenitală caracterizată prin lipsa cordului.
- acarioză - dermatoză contagioasă parazitară, provocată de acarieni, de exemplu scabia.
- acatalazie - lipsa enzimei catalază, ce conduce la apariția unor afecțiuni ale gingiilor si ale cavității bucale.
- acces - ansamblu de tulburări ale organismului care se manifestă brusc, în plină sănătate aparentă și se repetă la intervale variabile; vezi și puseu, atac.
- accident - fenomen neașteptat care survine în cursul unei boli.
- accident ischemic tranzitoriu - accident neurologic localizat, cu durata mai mică de 24 de ore, de origine ischemică și provocat printr-o întrerupere sau diminuare a circulației sangvine într-un vas cerebral.
- accident vascular cerebral - pierdere bruscă a cunoștinței și a sensibilității, cu menținerea circulației și a respirației, cauzată de obicei de o hemoragie cerebrală, mai rar de o embolie sau o tromboză a unei artere centrale; sinonime: apoplexie, atac cerebral, ischemie cerebrală, infarct cerebral.
- acefalie - monstruozitate congenitală, incompatibilă cu viața, constând în lipsa capului la făt.
- acefalobrahie - vezi abrahiocefalie.
- acefalocardie - monstruozitate caracterizată prin absența congenitală a capului și a inimii.
- acefalochirie - vezi abrahiocefalie.
- acefalogastrie - monstruozitate caracterizată prin absența congenitală a capului și a părții superioare a abdomenului.
- acefalopodie - monstruozitate caracterizată prin absența congenitală a capului și a picioarelor.
- acefalorahie - monstruozitate caracterizată prin absența congenitală a capului și a coloanei vertebrale.
- acetonemie - prezență anormală a acetonei în sânge, mai ales la bolnavii de diabet.
- acetonurie - apariție a acetonei în urină, întâlnită în unele forme grave de diabet, cancer, stări febrile grave etc;  vezi și acromaturie.
- acheilie - absența congenitală a buzelor.
- acheirie - absența congenitală a uneia sau a ambelor mâini; vezi și abrahie.
- acheiropodie - absența congenitală a mâinilor și picioarelor.
- achilie - absența pepsinei și a acidului clorhidric din sucul gastric, întâlnită în cancerul stomacal, în anemia pernicioasă etc.
- achilie gastrică - scăderea debitului sucului gastric, cu absența acidului clorhidric și diminuarea pepsinei, datorită unor cauze diferite: cancer stomacal, anemie pernicioasă, gastrită cronică atrofică; vezi și aclorhidrie.
- achilie pancreatică - scăderea secreției pancreatice, ajungându-se până la lipsa unor componenți ai acesteia.
- achilodinie - durere vie la nivelul tendonului lui Ahile sau al bursei pretendinoase provocată de mișcări de flexie sau de extensie a labei piciorului.
- acianopsie - defect de vedere care constă în incapacitatea de a distinge culoarea albastră.
- acidemie - aciditatea foarte crescuta a sângelui, ca urmare a creșterii concentrației de ioni de hidrogen din plasmă (vezi și acidoză).
- acidocetoză - tip de acidoză metabolică provocată de acumularea în organism a corpilor cetonici.
- acidoză - creștere a acidității sângelui, ca urmare fie a reducerii bazelor, fie acumulării de metaboliți acizi, întâlnită în formele grave de diabet, cancer etc. (vezi și acidemie).
- acidoză diabetică - producerea excesivă de acizi, care survin ca o complicație în diabetul neechilibrat.
- acidoză gazoasă - acidoză minerală produsă de creșterea dioxidului de carbon în sânge și care apare în cazurile grave de nefrită.
- acidoza lactică - formă particulară de acidoză metabolică datorată unei acumulări de acid lactic în sânge.
- acidoză organică - acidoză provocată de producerii în cantitate mare a unor acizi organici care nu sunt utilizați de organism.
- acidurie - eliminare excesivă a unui acid prin urină.
- aclazie diafizară - alterare congenitală a dezvoltării cartilajului și osului caracterizată prin apariția de multiple exostoze la extremitățile diafizelor oaselor lungi.
- acleistocardie - persistența după naștere a orificiului dintre cele două atrii ale inimii.
- aclorhidrie - absența acidului clorhidric liber in sucul gastric; sinonim: anaclorhidrie.
- acloropsie - formă de daltonism constând în incapacitatea de a percepe culoarea verde; sinonim: deuteranopie .
- acmee - fază în care o boală, o stare morbidă atinge intensitatea maximă.
- acnee - boală de piele caracterizată prin creșterea secreției glandelor sebacee și prin apariția unor puncte negre, papule, pustule superficiale și profunde, abcese.

- acnee juvenilă - dermatoză, prezentă în rândul tinerilor, datorată unor dereglări hormonale; altă denumire: acnee vulgară.
- acnee vulgară - vezi acnee juvenilă.

- acnemie -absența congenitală a membrelor inferioare; vezi și abrahie.
- acodinie - boală vazomotorie a extremităților, observabilă la copilul cu vârsta cuprinsă între 6 luni și 5 ani.
- acolie - oprirea sau scăderea notabilă a secreției biliare.
- acolurie - lipsa pigmenților biliari din urină.
- acondroplazie - boală congenitală caracterizată prin oprirea creșterii oaselor membrelor, fără a afecta dezvoltarea intelectuală; individul are membrele scurte, deși trunchiul se dezvoltă normal; sinonime: condrodistrofie, boala Kafmann, boala Parrot; vezi și acromicrie, nanism.
- acorie:

- anomalie congenitală care constă în absența pupilei.
- absenta senzației de sațietate în condițiile unui aport suficient de alimente sau chiar ale supraalimentației.
- acorticism - ansamblu de tulburări provocate de încetarea secreției corticosuprarenalei.
- acranie - absența congenitală a craniului sau a unei porțiuni din craniu.
- acrinie - diminuare sau absență a secreției sau a excreției unei glande.
- acrocefalie - deformație craniană carcaterizată prin aspectul ascuțit, conic al cutiei craniene (sinonime: hipsocefalie, oxicefalie).
- acrocianoză - sindrom caracterizat prin răcirea și prin aspectul vânăt-albăstrui al extremităților membrelor, datorat unor tulburări vasomotorii locale.
- acrodermatită - inflamație a tegumentelor mâinilor sau picioarelor.
- acrodermatită enteropatică - afecțiune caracterizată printr-o inabilitate în absorbția zincului care cauzeaza încetinirea creșterii, zone izolate de cădere a părului, rash tegumentar generalizat și diaree cronică.
- acrodinie - durere la nivelul extremităților.
- acrodistrofie - tulburare cronică de nutriție a extremităților corpului.
- acrodolihomelie - malformație somatică ce se caracterizează prin prezența unor membre anormal de lungi.
- acroestezie - creștere a sensibilității la nivelul extremităților membrelor; durere la nivelul extremităților; vezi și acromelalgie.
- acrogerie - atrofie senilă a pielii la nivelul extremităților.
- acrohipotermie - răcire excesivă a extremităților, întâlnită mai ales la persoanele care suferă de schizofrenie.
- acrokeratoză - dermatoză caraterizată printr-o îngroșare a epidermei, afectând în principal palmele mâinilor și tălpile picioarelor.
- acromacrie - deformație congenitală caracterizată prin alungirea și subțierea exagerată a degetelor.
- acromastită - inflamație a mamelonului.
- acromat - (persoană) care este inaptă să distingă culorile; vezi și acromatopsie.
- acromatopsie – incapacitatea de a distinge culorile; vezi și acromat, acromazie.
- acromatoză - absența pigmentării naturale, precum cea a irisului sau a tegumentului (vezi și acromazie).
- acromaturie - eliminare de urină decolorată; vezi și acetonurie.
- acromazie - absența pigmentării normale a tegumentului (vezi și acromatoză); acromatopsie.
- acromegalie - boală endocrină, caracterizată prin dezvoltarea exagerată a extremităților și tulburări cardiace, fiind cauzată de hipersecreția hormonului de creștere al hipofizei; vezi și acropahie.
- acromelalgie - afecțiune caracterizată prin dureri paroxistice la nivelul extremităților; vezi și acroestezie.
- acromicrie - boală endocrină care se manifestă prin oprirea dezvoltării extremităților, care sînt disproporționate față de restul corpului din cauza insuficienței secreției hormonului hipofizar de creștere; vezi și: acondroplazie, nanism.
- acromie - decolorare congenitală a pielii sau a unui organ, datorită insuficienței sau lipsei pigmentului melanic, care redă culoarea normală; vezi și albinism.
- acromionită - osteomielită localizată la acromion.
- acromiotonie - rigiditate a musculaturii mâinilor sau picioarelor, urmată de apariția unor contracții involuntare.
- acromotrichie - absența sau pierderea culorii părului.
- acropahie - creștere a extremităților din cauza hipertrofiei subperiostale, mai ales la nivelul falangelor și al capetelor oaselor mâinilor și picioarelor; vezi și acromegalie.
- acroparestezie - afecțiune atrofică și vasomotorie care se manifestă prin amorțeli și furnicături în extremități, mai ales noaptea.
- acropatie - denumire generică pentru orice afecțiune a extremităților.
- acropostită - inflamație a prepuțului.
- acropustuloza infantilă - boală, neinfecțioasă, a nou-născutului și sugarului, caraterizată prin grupuri de pustule mici, ce apar în special pe palme, pe tălpi și pe degetele mâinilor și picioarelor.
- acroscleroză - afecțiune cutanată, care este un tip de sclerodermie generalizată și care constă în afectarea extremităților, în special a degetelor (sclerodactilie), a gâtului și a feței, în particular a nasului.
- acrostealgie - senzație dureroasă resimțită la oasele extremităților.
- acrosteoliză - osteoliză localizată în extremități.
- acrotrofodinie - nevrită a extremităților din cauza expunerii prelungite la frig și umezeală.
- acrotrofonevroză - tulburare nevrotică a troficității extremităților.
- actinică, boală ~ - boală provocată de radiații, care se manifestă prin dereglarea proceselor metabolice, prin descompunerea unor substanțe din celule etc.
- actinită - inflamație cutanată provocată de expunerea excesivă la razele solare sau la radiațiile X; vezi și actinopatie.
- actinomicoză - boală infecțioasă cronică, provocată de unele ciuperci microscopice și de bacterii (Actinomyces streptothrix, Actinobacillus), caracterizată prin apariția unor nodozități pe piele.
- actinopatie - boală provocată de radiațiile luminoase și ultraviolete; vezi și actinită.
- actinoreticuloză - dermatoză cronică a adultului, cauzată de o hipersensibilitate a pielii la lumină.
- acufenă - senzație auditivă patologică eronată (deci care nu este rezultatul unei excitații sonore exterioare a urechii), a unei senzații sonore (zgomote sau vâjâituri); altă denumire: tinitus.
- acut:

- (despre o durere) intens, ascuțit, violent;
- (despre o boală) care are o evoluție scurtă și manifestări clinice intense (exemple: pneumonia, febra tifoidă, apendicita).

### Ad
- adactilie - anomalie congenitală caracterizată prin absența totală a degetelor.
- adamantinom - tumoră recidivantă a maxilarelor, fiind în general benignă; sinonime : amelobalstom, amelom.
- Adams-Stokes, sindromul ~ - tulburare caracterizată prin crize de pierdere temporară a cunoștintei ca urmare a scăderii fluxului sangvin în fibrilația ventriculară sau asistolie și care poate complica blocul cardiac; se trateaza prin implantarea unui pace-maker.
- Addison, boala ~ - boală endocrină datorată insuficienței glandelor corticosuprarenale, care se manifestă prin pigmentarea pielii și a mucoaselor, astenie, hipotensiune arterială, scădere în greutate (sinonim: insuficiență suprarenală primară).
- adenalgie - durere localizată în ganglioni.
- adenie - adenită cronică cu hipertrofie a ganglionilor limfatici; sinonim: limfadenie.
- adenită - inflamație a ganglionilor limfatici în urma unei infecții microbiene; alt denumire: limfadenită, vezi și adenie.
- adenocarcinom - tumoare canceroasă epitelială cu punct de plecare într-o glandă.
- adenocondrom - tumoare cartilaginoasă dezvoltată la nivelul unei glande.
- adenofaringită - inflamație a țesutului limfoid al faringelui.
- adenofibrom - tumoare glandulară benignă, formată atât din țesutul glandei în care se dezvoltă cât și din țesut conjunctiv; sinonim: fibroadenom.
- adeneflegmon - supurație a unui ganglion inflamator.
- adenoftalmie - inflamație a glandelor tarsale și a pleoapei.
- adenoidism - denumire data ansamblului de manifestări locale și generale care apar la copiii cu vegetații adenoide.
- adenoidită - inflamație a țesutului glandular din regiunea nasofaringiană, frecventă mai ales la copii și provocată de o infecție microbiană sau virotică a vegetațiilor adenoide (sinonim: vegetații, polipi).
- adenolimfangiom - limfangiom care conține foarte numeroase grupuri de celule limfatice.
- adenolimfocel - dilatație varicoasă a vaselor și a ganglionilor limfatici.
- adenolimfoidită - boală acută, infecțioasă, transmisibilă, produsă de virusul Epstein-Barr; altă denumire: mononucleoză infecțioasă.
- adenolipomatoză - formare de numeroase adenolipoame (tumori din țesut adipos și elemente glandulare) la nivelul cefei, al axilei și canalului inghinal, ca urmare a unor tulburări de nutriție.
- adenom - tumoare glandulară benignă, constituită din celule epiteliale, delimitată de țesuturile învecinate printr-o capsulă.
- adenom mamar - tumoră benignă a sânului , predominant în decada a doua de viață.
- adenomatoză - hiperplazie adenomatoasă multinodulară la nivelul învelișului sau parenchimului unei glande.
- adenomatoză multiendocriniană - vezi: neoplazie endocriniană multiplă.
- adenomatoză pleuriendocrină - formarea de adenoame pe două sau mai multe glande endocrine.
- adenomegalie - hipertrofie a ganglionilor limfatici.
- adenomion - tumoră formată în principal din țesut glandular, alături de țesut muscular neted.
- adenomiomatoză - prezența de formațiuni nodulare multiple localizate în porțiunea istmică a trompei uterine.
- adenomioză - prezența de țesut asemănător endometrului în alte zone ale organismului.
- adenopatie - creștere patologică în volum a ganglionilor limfatici.
- adenocancer - varietate de cancer având caracterele histologice ale adenomului.
- adenocarcinom:

- carcinom derivat din țesutul glandular, cu punct de plecare într-o glandă (ficat, glandă mamară etc.);
- epiteliom a cărui structură amintește structura unei glande.
- adenochistom - adenom polichistic; altă denumire: chistadenom.
- adenosarcom - tumoare malignă a țesutului glandular și conjunctiv.
- adenoscleroza - indurare a unei glande sau a unui ganglion limfatic.
- adenoviroză - boală infecțioasă cu evoluție benignă, determinată de un adenovirus cu afinitate pentru țesutul limfoid.
- aderență - țesut fibros dezvoltat mai ales în cavitățile seroase, ca urmare a unei infecții sau a unei intervenții chirurgicale, care unește organe separate în mod normal.
- adiaforeză - absență a transpirației.
- adiastolie - disfuncție caracterizată prin limitarea expansiunii diastolice atrioventriculare, secundară pericarditei constrictive sau altor afecțiuni miocardice.
- adinamie - scădere accentuată a forței musculare, care apare în cursul unor boli grave.
- adipocel - sac herniar care conține țesut adipos.
- adipofibrom - tumoare mixtă, formată din țesut adipos și țesut fibros; sinonim: lipofibrom.
- adipom - tumoare benignă formată din țesut adipos, sinonim: lipom.
- adipopexie - fixare de grăsimi pe anumite țesuturi sau organe.
- adiposalgie - sensibilitate dureroasă a țesutului celular subcutanat adipos, însoțită uneori de indurații nodulare.
- adipoză - vezi adipozitate.
- adipozitate - acumulare excesivă de grăsime în țesutul celular subcutanat; sinonim adipoză.
- adrenalinemie - prezența adrenalinei în sânge.

### Ae - Af
- aerocel - formație tumorală provocată de distensia excesivă cu aer sau cu gaz a unei cavități anatomice.
- aerocolie - distensie a colonului prin acumulare de gaze, care dă senzația de balonare a abdomenului.
- aerodentalgie - durere dentară care apare la variații ale presiunii atmosferice.
- aeroembolie - embolie cu aer, care poate apărea în chirurgia capului, a gâtului și a cordului sau în avorturile induse.
- aerofagie - act reflex caracterizat prin înghițirea inconștientă și involuntară a alimentelor ingerate și prin acumularea în stomac a unei cantități mari de aer (ducând la tulburări funcționale de digestie).
- aerogastrie - prezența de aer (gaze) în stomac, provocând uneori distensia organului.
- aeropatie- stare patologică provocată de schimbările presiunii atmosferice.
- aeropiezism - ansamblu de accidente provocate prin acțiunea exercitată asupra organismului de aerul rarefiat sau comprimat.
- afachie - lipsă a cristalinului ochiului, având cauze congenitale, posttraumatice sau postoperatorii.
- afagie - refuzul sau diminuarea abilității de a înghiți.
- afecțiune - boală, stare patologică.
- afibrinogenemie - deficiența sau absența fibrinogenului din sânge, având ca urmare tulburarea coagulării.
- afonie - lipsa sau pierderea vocii datorită lezării faringelui.
- afrodizie - exacerbare patologică a instinctului sexual.
- aftă - leziune a pielii și a mucoaselor, localizată pe mucoasa orofaringiană sau genitală, constând într-o veziculă cu lichid opalescent, care, prin spargere, lasă în loc o mică ulcerație foarte dureroasă.
- aftoză - boală infecțioasă generală, provocată de un ultravirus, caracterizată prin prezența de afte la nivelul mucoaselor bucale și genitale, cu debut brusc și cu evoluție în puseuri.

### Ag - Am
- agalactie - absența secreției lactate la femeia care a născut.
- agamaglobulinemie - absență a gama-globulinelor în sânge, care desemnează un grup de boli determinate de scăderea imunității umorale, al cărei suport îl reprezintă imunoglobulinele.
- agastrie - absența congenitală sau după extirpare chirurgicală a stomacului.
- agenezie:

- incapacitate de reproducere biologică;
- dezvoltarea insuficientă a unui țesut încă din perioada embrionară.
- agenosomie - absența congenitală sau dezvoltarea insuficientă a organelor genitale și protruzia organelor abdominale prin peretele abdominal incomplet.
- agenozom - monstru la care organele genitale și urinare lipsesc sau sunt rudimentare.
- agent patogen - microorganism sau macroorganism care determină apariția unui proces patologic într-un alt organism (de exemplu: microbii, virusurile, paraziții).
- ageuzie - pierdere patologică a simțului gustativ.
- aglosie - absența congenitală a limbii.
- aglosostomie - anomalie congenitală caracterizată prin lipsa limbii și a deschizăturii orale.
- agnatie - absența congenitală a maxilarului inferior.
- agonie:

- stare care precedă moartea, însoțită de slabe semne vitale;
- (semnificație improprie) comă.
- agranulocitoză - boală gravă provocată de dispariția sau scăderea numărului de granulocite din sânge, din cauza unor medicamente sau radiații, a unor boli, care expune organismul la un risc infecțios grav.
- agresologie - ramură a fiziopatologiei care se ocupă cu studiul agresiunilor patogene de origine exogenă sau endogenă, traumatică, fizică, chimică, infecțioasă sau neuropsihică și al reacțiilor organismului în fața acestora.
- alacrimie - absența secreției lacrimale, congenitală sau dobândită.
- alastrim - boală contagioasă și epidemică din țările calde, care se caracterizează printr-o erupție veziculoasă superficială.
- albinism - anomalie congenitală care constă în absența unor pigmenți din piele sau păr; vezi și acromie.
- albugo:

- (denumire pentru) petele albe de la nivelul corneei, provocate de acumularea de granulații grăsoase în grosimea acesteia;
- tulburare trofică a unghiilor, constând în formarea de pete mici, albe, transversale, uneori striate.
- albuminocolie - prezență a albuminei în vezica biliară.
- albuminorahie - prezență excesivă a albuminei în lichidul cefalorahidian.
- albuminurie - tip de proteinurie care constă în prezența albuminei în urină (indicând, de obicei, o boală a rinichilor, insuficiență cardiacă etc).
- albumozurie - prezența în urină a albumozei.
- alcaliemie - vezi alcaloză.
- alcaloză - stare patologică rezultată din acumularea plasmatică de baze în sânge sau din pierderea de acizi, caracterizată prin scăderea concentrației ionilor de hidrogen; alcaliemie.
- alcaptonurie - boala ereditară care se exprimă sub forma unui deficit enzimatic în alcapton-oxidaza hepatică și renală, cu acumulare secundară a alcaptonei în sânge și urină, urmată de colorarea brună a urinei și dureri articulare.
- alcoolism - abuz permanent de băuturi alcoolice; stare patologică determinată de consumul excesiv de alcool; alte denumiri: intoxicație alcoolică cronică, etilism.
- alergidă - denumire dată manifestărilor cutanate ale alergiei.
- alergie - stare patologică a unui organism, cauzată de anumite substanțe (alergene) și caracterizată prin reacții exagerate la contactul cu substanțele respective.
- alergoză - nume generic pentru bolile alergice.
- aleucemie - leucemie fără creșterea numărului leucocitelor în sânge.
- aleucocitoză - scădere excesivă a leucocitelor din sânge.
- algid - (despre anumite afecțiuni) care produce o puternică senzație de frig; care se caracterizează printr-o scădere mare a temperaturii corpului.
- algiditate - stare morbidă ce caracterizată tifosul exantematic și se manifestă prin scăderea treptată a temperaturii periferice, cu senzație de frig și tendință spre colaps.
- algie - durere care apare spontan sau ca urmare a excitării unor formațiuni nervoase de către un proces patologic.
- algomenoree - menstruație dureroasă.
- algoparalizie - paralizie însoțită de fenomene dureroase.
- algor - senzație de frig.
- algospasm - spasm muscular dureros.
- alienie - lipsa splinei.
- alocromazie - modificare a colorației pielii.
- alopecie - cădere a părului, progresivă sau bruscă, congenitală sau dobândită (în urma unei boli de piele, a unei boli infecțioase, seboree, supurații, traumatisme etc.), localizată sau difuză, temporară sau definitivă; sinonime: calviție, chelie.
- aloritmie - aritmie periodică.
- aluminoză - inflamație cronică a plămânilor provocată de pătrunderea particulelor de aluminiu prin aerul inspirat, care apare la cei care lucrează în medii cu aluminiu.
- aluniță - mică excrescență pigmentată pe piele; sinonim: nev.
- alveolită - inflamație acută sau cronică a alveolelor dentare.
- alveoliză - distrugere, prin procese infecțioase sau degenerative, a alveolelor dentare.
- amastie - absență congenitală a țesutului mamar.
- ambliopie - scădere a acuității vizuale fără o cauză organică aparentă, fiind uneori afectată percepția culorilor.
- amelie - anomalie congenitală care constă în absența totală a membrelor.
- amelobalstom - vezi adamantinom.
- amelom - vezi adamantinom.
- amenoree - absență a ciclului menstrual, normală în timpul sarcinii, alăptării, după menopauză, sau patologică, determinată de absența uterului sau a ovarelor, de un șoc psihic, în unele boli genetice, în dereglări hipotalamo-hipofizare etc.
- ametropie - termen generic folosit pentru abaterile de la starea de emetropie a ochiului (astigmatism, miopie, hipermetropie).
- amforism - producere de zgomote cu caracter amforic (intensitate redusă, tonalitate ridicată, timbru metalic).
- amforofonie - emisie patologică a vocii, care capătă un timbru metalic.
- amibiază - boală parazitară, endemică în țările calde, provocată de ingestia chisturilor de amibe, transmisă mai ales prin apă, care poate evolua cronic, cu pusee de exacerbare.
- amielotrofie - atrofie a măduvei spinării.
- amigdalită - boală manifestată prin inflamarea (acută sau cronică) a amigdalelor palatine.
- amilazemie - prezența amilazei pancreatice în sânge.
- amilazurie - prezența amilazei în urină.
- amilofagie - aberație alimentară constând în ingestia unor mari cantități de amidon.
- amiloidoză (sau amiloză) - fenomen patologic ce constă în formarea și depozitarea în anumite organe și țesuturi, mai ales în ficat, rinichi și splină, a unei substanțe proteice amorfe, asemănătoare cu amidonul, care însoțește de obicei infecțiile cronice.
- aminemie - prezența în sânge a bazelor aminice.
- aminoacidemie - prezența aminoacizilor în sânge.
- aminoacidurie - prezența aminoacizilor în urină.
- amioplazie - boală ereditară familială transmisă dominant și caracterizată prin atrofie musculară generalizată fără contractură.
- amiostenie - scăderea forței musculare.
- amniotită - inflamație a amniosului.
- amoniurie - eliminare patologică a amoniacului prin urină.
- amorțeală - stare de insensibilitate trecătoare a corpului sau a unei părți a corpului față de durere, produsă de frig, de un accident, de o boală sau de utilizarea unor anestezice, droguri etc.

### An - Ap
- anaciditate - lipsă de aciditate a sucului gastric.
- anaclorhidrie - vezi aclorhidrie.
- anacrotism - anomalie a pulsului constând în apariția unui mic croșet pe porțiunea sa ascendentă (în stenoza aortică sau în anevrismul aortic).
- anacuzie - surditate totală; cofoză.
- anadipsie - sete exagerată.
- anadrenalism - lipsa funcției glandelor suprarenale.
- anafie - lipsă sau pierdere a simțului tactil.
- anafilaxie - sensibilitate crescută a organismului față de administrarea (repetată) de substanțe străine, netolerate anterior.
- anafrodizie - absență sau diminuare a apetitului sexual.
- analepsie - refacere a forțelor după o boală.
- anaplazie - stare a unui proces neoplazic în care arhitectura și unele caracteristici celulare sunt total diferite de cele ale țesutului de origine, unele având o dezvoltare incompletă sau anormală.
- anasarcă (sau anasarhie) - edem generalizat al țesutului celular subcutanat, cu acumulare de lichid în cavitățile seroase ale organismului, care apare în unele boli de inimă, de rinichi, de ficat etc.
- anatomie patologică - ramură a patologiei care se ocupă cu diagnosticul bolilor pe baza studierii schimbărilor macroscopice si microscopice a celulelor și a țesuturilor, suferite de pe urma unei stări patologice.
- anazoturie - diminuare sau suprimare a azotului în urină.
- anchiloblefaron - aderență congenitală a pleoapelor.
- anchilocheilie - sudare (congenitală) a buzelor.
- anchilodactilie - diformitate prin sudura patologică a degetelor.
- anchiloglosie - aderență a limbii la gingii sau la peretele bucal.
- anchilostomiază - boală parazitară provocată de anchilostom care pătrunde în organism prin gură sau prin piele, formînd papulopustule, și se fixează (în număr mare) în mucoasa intestinală, unde provoacă inflamație și microhemoragii repetate.
- anchiloză - suprimare parțială sau totală a mișcărilor într-o articulație; înțepenire a unei articulații.
- anchilurie - strâmtare patologică a uretrei.
- androblastom:

- tumoare benignă rară a testiculului, a celulelor Sertoli, care histologic se aseamănă cu testiculul fetal (provocând uneori feminizare);
- tumoare benignă rară a ovarului, avînd structura unui adenom testicular, care afectează femeia tânără și poate determina masculinizare și hirsutism; sinonim: arenom.
- androginie:

- pseudohermafroditism parțial la bărbat, cu criptorhidie și unele caractere sexuale feminine, dar cu scrotul sudat și penisul cu glandul perforat;
- anomalie congenitală care constă în prezența caracterelor sexuale secundare masculine la o persoană de sex feminin.
- andromastie - prezență la femei a mamelelor atrofiate, asemănătoare cu acelea ale unui bărbat.
- andropatie - maladie care afectează exclusiv sexul masculin.
- androtropie - predilecție a unor afecțiuni pentru sexul masculin.
- anejaculare - absența ejaculării în actul sexual.
- anemie - boală determinată de scăderea cantitativă sau calitativă a globulelor roșii și a hemoglobinei din sânge, caracterizată prin slăbiciune și paloare.
- anemie falciformă -  maladie ereditară autozomal recesivă, caracterizată printr-o formă anormală a hematiilor, acestea având o formă de seceră, în loc de formă de disc biconcav; alte denumiri: siclemie, drepanocitoză.
- anemie hipereromă - anemie macrocitară cu creșterea valorii globulelor roșii din sânge.
- anemie hipocromă - anemie cu diminuarea valorii globulelor roșii din hemoglobină, fără diminuarea numărului lor.
- anemie pernicioasă - formă gravă de anemie în care măduva oaselor nu mai poate forma globule roșii care scad, proporțional, mai mult decât cantitatea de hemoglobină.
- anencefal - monstru lipsit de creier.
- anencefalie - malformație congenitală caracterizată print-un defect de închidere a părții din tubul neural corespunzând encefalului.
- aneozinofilie - diminuare, până la dispariție, a numărului eozinofilelor din sânge, în infecțiile acute.
- anepifizie - insuficiență a secreției glandei pineale; sinonim: apinealism.
- aneritropoieză - incapacitate a măduvei oaselor de a produce eritrocite.
- aneritropsie - incapacitatea de a percepe culoarea roșie.
- anerosie - vezi anerotism.
- anerotism - lipsa erosului, a instinctului sexual; sinonim: anerosie.
- anetodermie - atrofie musculoasă idiopatică a pielii, manifestată prin prezența de pete roșii-violacee, cu leziuni mici.
- anevrism - formațiune vasculară cu aspect tumoral, localizată pe traiectul unei artere, care apare prin dilatația pereților arteriali și comunică cu lumenul acestora, urmată uneori de spargerea vasului respectiv.
- anevrism de aortă abdominală - stare patologică ce constă în lărgirea aortei abdominale; altă denumire triplu-A.
- anexită - inflamație a ovarelor și a trompelor uterine ca urmare a unei infecții.
- angeită - denumire generică dată tuturor inflamațiilor vasculare: arterită, flebită, limfangită etc; sinonim: vascularită.
- angialgie - durere la nivelul unui vas sangvin sau limfatic.
- angiectazie - dilatare a unui vas sangvin sau limfatic.
- angină - inflamație acută a istmului gâtului și a faringelui, inclusiv a amigdalelor, însoțită de greutatea de a înghiți și de a respira; variantă: angor.
- angină pectorală - boală de inimă care se caracterizează prin dureri în spatele sternului, în regiunea inimii, și prin accese de asfixie ca urmare a unor alterări funcționale sau anatomice ale arterelor coronare.
- angină difterică - afecțiune bacteriană contagioasă care se definește prin formarea de pielițe și membrane care blochează laringele, putând determina complicații grave, de la sufocare, paralizia vălului palatin și chiar deces; altă denumire: difterie faringiană.
- angină pectorală - durere în piept sau senzație de presiune care rezultă din ischemia miocardică.
- angioblastom - tumoare capilară malignă, cu localizare, cel mai frecvent, cerebrală.
- angiocardiopatie - afecțiune a vaselor sanguine ale inimii; altă denumire: cardiopatie arterială.
- angiocardită - inflamație a inimii și a vaselor sangvine.
- angiocheratom - dilatație vasculară însoțită de un proces cheratozic.
- angiocolecistită - inflamație a colecistului și a căilor biliare.
- angiocolită - inflamația căilor biliare, mai ales din cauza unei obstrucții complete sau parțiale a căilor biliare principale, întâlnită în febra tifoidă, în calculoza biliară etc; sinonim: colangită.
- angiodisplazie - anomalie în dezvoltarea unui vas sangvin sau limfatic.
- angioendoteliom - tumoare malignă a vaselor sangvine, caracterizată prin proliferarea celulelor endoteliului.
- angiogliom - formațiune tumorală în care țesutul intravascular este de tip glial.
- angiohemofilie - afecțiune caracterizată prin hemoragii repetate.
- angiolipom - angiom infiltrat în țesutul adipos.
- angiom - tumoare vasculară circumscrisă, congenitală sau dobândită, cu originea în capilarele sangvine sau limfatice și care poate avea localizări diferite.
- angiomalacie - diminuare a elasticității unui vas sangvin sau limfatic.
- angiomatoză - boală, frecvent congenitală sau genetică, manifestată prin formarea de angioame multiple cutanate, pe suprafața pielii, în organele interne etc.
- angiomegalie - dilatare patologică a vaselor sangvine.
- angiomiom - tumoare formată din fibre musculare netede și numeroase vase sangvine.
- angionecroză - necroză a peretelui unui vas sangvin, venos sau capilar.
- angiopancreatită - inflamație ascendentă a căilor pancreatice.
- angiopatie - denumire generică pentru afecțiunile vasculare.
- angioplegie - paralizie vasculară.
- angioscleroză - întărire patologică a pereților arterelor, venelor și ai capilarelor sanguine.
- angiospasm - spasm vascular mai ales al micilor artere care induce o ischemie localizată în teritoriul corespunzător vaselor afectate.
- angiostenoză - strâmtare, îngustare a vaselor sangvine.
- angiostrongiloidoză - meningită benignă cu eozinofilie, vindecabilă în general spontan, și determinată de larva viermilor din specia Angiostrongylus cantonensis, după consumul de melci, crabi etc.
- angiotrofonevroză - maladie neurofuncțională manifestată prin insuficiență de nutriție tisulară, în urma unor tulburări nervoase și vasculare.
- angor - vezi angină.
- anhidremie - diminuare a cantității de apă din sânge.
- anhidromielie - lipsa lichidului cefalorahidian.
- anhidroză - stare patologică caracterizată prin reducerea secreției sudorale sau dispariția acesteia.
- anicteric - care nu este însoțit de icter.
- anilism - intoxicație cu anilină, care se manifestă prin fenomene nervoase, hematologice (anemie) și tulburări digestive.
- aniridie - absența (bilaterală) congenitală a irisului.
- anizeiconie - inegalitate a imaginilor percepute de fiecare din cei doi ochi.
- anizocitoză - tulburare care apare în anemiile grave, caracterizată prin inegalitatea dia-metrelor globulelor roșii și albe.
- anizocorie - anomalie congenitală constând în inegalitate pupilară.
- anizocromemie - inegalitate de colorație a globulelor roșii din sânge; sinonim: anizocromie.
- anizocromie - vezi anizocromemie.
- anizodactilie - inegalitate a degetelor.
- anizodonție - dezvoltare inegală și asimetrică a dinților omologi; vezi și anodonție.
- anizoforie - tendință de deviație în sus a axei vizuale a unui ochi; strabism latent.
- anizomelie - malformație caracterizată prin dezvoltarea inegală a membrelor.
- anizomenoree - menstruație cu ritm neregulat.
- anizometropie - inegalitate a puterii refringente a celor doi ochi.
- anizosfigmie - inegalitate de amplitudine a pulsațiilor arteriale.
- anoblepsie - sindrom caracterizat prin fixarea privirii în sus, ca urmare a devierii spastice a globilor oculari.
- anodonție - lipsă a dinților; vezi și anizodonție.
- anoftalmie - absența congenitală a ambilor ochi.
- anoftalmie ciclopică - monstruozitate congenitală caracterizată prin unirea ochilor și a orbitelor, dezvoltate rudimentar.
- anomalie - modificare patologică, congenitală sau dobândită, a formei sau structurii unei formațiuni anatomice și a poziției acesteia.
- anonichie - absența tuturor unghiilor sau a unora dintre acestea, congenitală sau în urma unei intervenții chirurgicale.
- anopsie - lipsa vederii; tip de strabism în care globul ocular este deviat în sus.
- anorectită - inflamație a anusului și a rectului.
- anorexie - diminuare marcată sau pierdere a poftei de mâncare, întâlnită în multe boli febrile, digestive, cronice etc.; sinonim: inapetență.
- anorgasmie - incapacitate de a ajunge la orgasm, în pofida oricăror stimulări sexuale adecvate, frecventă mai ales la femei.
- anorhidie - lipsă congenitală, accidentală sau ca urmare a extirpării chirurgicale a testiculelor ori lipsa secreției testiculare.
- anosmie - diminuare sau lipsă a simțului mirosului, cu cauze periferice (leziuni la nivelul zonei olfactive) sau centrale (leziuni ale scoarței cerebrale).
- anostoză - atrofiere a oaselor.
- anovarie - lipsă sau atrofie a ovarelor.
- anovulație - lipsă a ovulației în timpul ciclului menstrual.
- anoxemie - lipsă a unei bune oxigenări a sângelui.
- anoxie - tulburare patologică provocată de scăderea, sub valorile normale, a oxigenului din țesuturi și de diminuarea circulației sangvine; sinonim: hipoxie.
- anticipație - tendința unei boli de a debuta mai timpuriu și de a se prezenta sub forme mai severe de la o generație la alta.
- antipatogen - care este împotriva bolilor, care combate boala.
- antracosilicoză - pneumoconioză minerală provocată de inhalarea pulberilor de cărbune și de silice.
- antracoză - boală profesională a minerilor cauzată de inhalarea cronică a pulberilor de cărbune.
- antrită - inflamație a mucoasei antrului mastoidian la sugar; inflamație a antrului piloric.
- antromastoidită - inflamație a antrului și a mastoidei.
- antropilorită - inflamație a antrului piloric.
- antropozoonoză - maladie întâlnită la oameni sau la animale și care se poate transmite reciproc.
- anulită - inflamație a unui anulus.
- anurie - încetare patologică a secreției de urină, întâlnită în bolile grave de rinichi.
- aortectazie - dilatație a aortei.
- aortită - afecțiune inflamatorie a aortei cu etiologie multiplă; apare în boli ca sifilisul sau reumatismul și poate interesa unul sau mai multe straturi cu infiltrat inflamator, procese distrofice și reacție sclerogenă, după stadiul leziunii.
- aortoclazie - ruptură a aortei.
- aortostenoză - îngustare patologică a pereților aortei.
- apareunie - incapacitatea sau imposibilitatea de a împlini, de a executa un act sexual; vezi și dispareunie.
- apatitoză - pneumoconioză provocată de inhalarea prafului de apatit.
- apendicalgie - durere resimțită la nivelul apendicelui.
- apendicită - inflamația acută sau cronică a apendicelui vermicular; boală care constă în această inflamare și care se manifestă prin crize dureroase.
- apepsinie - absență a pepsinei în sucul gastric.
- apexită - inflamație a țesutului osos a vârfului stâncii temporalului; inflamație a porțiunii apexiene a dintelui.
- apicoliză - leziune a extremității rădăcinii dentare, consecință a unor infecții cronice parodontale sau a unor carii dentare complicate.
- apinealism - vezi anepifizie.
- apirexie - absență a febrei în caz de boală.
- apituitarism - suprimare a funcției hipofizei.
- aplazie - absența congenitală sau dezvoltarea defectuoasă a unei părți a organismului.
- apodie - absența congenitală a picioarelor.
- apofilaxie - slăbire a imunității organismului.
- apofizită - osteită limitată la o apofiză.
- aponevrozită - inflamație a unei aponevroze.
- apoplectiform - care prezintă simptomele unui accident vascular cerebral.
- apoplexie:

- vezi accident vascular cerebral;
- hemoragie masivă în interiorul unui organ (în urma rupturii unui vas sangvin);
- zonă de necroză hemoragică apărută ca o consecință a unei perturbări circulatorii funcționale.
- apostie - lipsă congenitală a prepuțului.
- apostimă - (termen învechit) abces; tumoare; atac cardiac.
- apractoagnozie - apraxie asociată cu agnozie.
- apractofagie - apraxie alimentară.
- aprindere la plămâni - vezi pneumonie.
- aprozopie - malformație congenitală constând în absența feței.
- aptialie sau aptialism - suprimare sau scădere a secreției salivare; sinonim: asialie.

### Ar - Az
- arahnodactilie - formație congenitală caracterizată prin lungirea excesivă a degetelor.
- arahnoidită - infiltrat celular, inflamator sau neoplazic, al leptomeningelui, cu evoluție cronică și cu tendință către înglobare și comprimare a elementelor sistemului nervos central sau periferic în vecinătatea cărora se dezvoltă.
- arboviroză - denumire generică a bolilor determinate de grupul de virusuri Arbovirus, unele putând afecta exclusiv animalele vertebrate, iar altele și omul.
- arenom - vezi androblastom.
- areolită - inflamație superficială a areolei.
- argentafinom - neoplasm care se dezvoltă din celulele argentafine ale organelor derivate din intestinul primitiv, cu evoluție frecvent latentă și care poate ajunge la un volum considerabil.
- argirie (sau argirism, argiroză) - leziune a pielii caracterizată prin colorație anormală, brun-roșcată a tegumentelor, consecutivă unui contact profesional cu săruri de argint sau prin administrare terapeutică prelungită.
- ariboflavinoză - boală rară, determinată de carența în vitamina B2 (riboflavina) din alimentație.
- arinencefalie - anencefalie parțială constând în lipsa rinencefalului.
- aritenoidită - inflamație a cartilajului aritenoid sau a mușchilor care se inserează pe aceasta.
- aritmie - dereglare a ritmului de funcționare a unui organ.

- aritmie cardiacă - tulburare în activitatea inimii, de natură fiziologică (efort, emoții) sau patologică, manifestată prin dereglarea ritmului și a intensității contracțiilor mușchiului cardiac.

- arsenicism - intoxicație cu arsenic.
- arseniemie - prezență în sânge a arsenicului.
- arsură:

- leziune a pielii sau a mucoasei provocată de foc, de căldură sau de alți agenți fizici, ca radiațiile, frigul, electricitatea;
- senzație dureroasă, usturătoare pricinuită de o boală, de sete, de o lovitură etc, localizată în diverse regiuni ale corpului.
- arterioflebită - arterită complicată cu flebita venelor învecinate.
- arteriolit - concrețiune calcaroasă aflată în pereții arterelor sclerozate sau într-un trombus arterial.
- arteriomalacie - înmuiere a unui țesut arterial.
- arterionecroză - proces de necrozare a arterelor.
- arteriopatie - denumire generică pentru afecțiunile pereților arteriali.
- arterioragie - hemoragie a unei artere.
- arterioscleroză - stare patologică, caracterizată prin îngroșarea și sclerozarea pereților arterelor și arteriolelor, cu pierderea elasticității acestora, care atinge în special vasele inimii, rinichilor și vasele cerebrale și apare mai frecvent la persoanele în vârstă, fiind însoțită, de obicei, de creșterea tensiunii arteriale.
- arteriospasm - contracție spasmodică a pereților arteriali.
- arteriostenoză - îngustare patologică a arterelor.
- arterită - termen generic pentru bolile provocate de leziuni ale peretelui arterial, indiferent de origine.
- arterită obliterantă - inflamația peretelui arterial, însoțită de obliterarea (astuparea) vasului.
- artralgie - durere a articulațiilor, de obicei izolată, care apare în reumatism după eforturi fizice prelungite; sinonim: artrodinie.
- artrită - artropatie acută sau cronică în care inflamarea articulațiilor s-a produs în urma unei infecții microbiene.
- artritism - predispoziție constituțională la unele boli articulare și de nutriție, de exemplu în cazul bolnavilor de gută.
- artrocel - acumulare patologică de lichid în articulații.
- artrodinie - vezi artralgie.
- artrogripoză - maladie congenitală caracterizată prin imobilizări persistente și prin deformații ale articulațiilor (sinonim: artromiodisplazie).
- artromiodisplazie - vezi artrogripoză.
- artropatie - afecțiune a unei articulații.
- artrosifilis - sifilis localizat în articulații.
- artrosinovită - inflamație a sinovialei unei articulații.
- artroză - boală articulară cronică de tip deformant, caracterizată prin distrucția cartilajelor articulare, cauzată de unele tulburări de nutriție; exemplu: artroza genunchiului.
- asacrie - anomalie constând în absența osului sacru.
- ascaridioză - boală parazitară (la om și la animale) cauzată de infestarea cu ascarizi și diversitatea de tulburări care rezultă consecutiv acesteia, îndeosebi gastrointestinale.
- ascită - acumulare de lichid (seros) în peritoneu, care provoacă creșterea în volum a abdomenului; altă denumire: hidropizie abdominală.
- ascorb(ic)urie - prezența acidului ascorbic în urină.
- ascorbinemie - prezența acidului ascorbic în sânge.
- asexualitate- lipsă a dorinței, a interesului sexual, fără vreo cauză organică.
- asfixie - stare de sufocare prin imposibilitatea schimburilor respiratorii în urma înecării, a strangulării, a inhalării de gaze toxice, ca simptom al unor boli etc.
- asialie - vezi aptialie.
- asimptomatic - (despre boli) care nu determină simptome clinice, care rămâne latent.
- aspalozom - monstru cu eventrație mediană sau laterală.
- aspergilom - tumoare granulomatoasă formată de colonii ale ciupercii Aspergillus fumigatus la nivelul bronhiilor sau al unei cavități pulmonare preexistente.
- aspergiloză - boală provocată la om și la animale (mai ales la păsări și albine) de ciuperca Aspergillus fumigatus, caracterizată prin apariția de leziuni pulmonare cu hemoptizie, leziuni cutanate etc.
- aspermie - absență a ejaculării ca urmare a obstrucției căilor de excreție a lichidului seminal sau a inhibiției psihice; lipsă a spermei.
- astatic - (persoană) care suferă de astazie.
- astazie - imposibilitate patologică de a realiza și menține poziția verticală, ca urmare a necoordonării neuromusculare; vezi și abazie.
- astazoabazie - incapacitate de a sta în picioare și de a merge.
- asteatoză - absență a secrețiilor adipoase ale pielii; vezi și xeroftalmie.
- astenocorie - oboseală pupilară.
- astenopie - scădere a capacității funcționale a ochiului care constă în imposibilitatea concentrării susținute a vederii din cauza mușchilor oculari, a obosirii nervului optic sau din cauza unor deficiențe ale retinei; altă denumire: oboseală oculară.
- astenospermie - scăderea generalizată a vitalității spermatozoizilor.
- astigmatism - defect al lentilelor sau al corneei și cristalinului ochiului omenesc, ceea ce conduce la tulburări de vedere.
- astm(ă)⁠(d):[necesită citare]

- sindrom respirator cronic determinat de cauze multiple, caracterizat prin greutate în expirație, accese de sufocare, prin nevoia imperioasă de aer, urmate de regulă de o expectorație mucoasă;
- infecție pulmonară cronică; iritare locală a aparatului respirator.
- astm bronșic - astm provocat de spasmul mușchilor bronhiolelor, în urma unei stări alergice.
- astm cardiac - dispnee paroxistică nocturnă asociată unei cardiopatii cu insuficiență ventriculară stângă.
- astmogen - care produce crize de astm.
- astomie - absență congenitală a orificiului bucal.
- astroblastam - tumoare primară a sistemului nervos central, care se dezvoltă din astrocite.
- atac - apariție bruscă, violentă ca manifestare, a unei afecțiuni acute sau a unui episod acut dintr-o afecțiune cronică; vezi și: acces, criză, șoc; exemplu: atac de panică.

- atac cerebral - vezi accident vascular cerebral.
- atac de cord - vezi infarct miocardic.
- atac ischemic tranzitoriu - afecțiune temporară care implică o scădere a fluxului de sânge la nivelul creierului, cu simptome precum amețeli⁠(d), probleme de vedere, pierderea echilibrului sau slăbiciunea unui braț sau a unui picior.

- ataraxie - stare patologică de pasivitate, de inactivitate a unui organ, a unei funcții etc.
- ataxie locomotorie - vezi tabes.
- atelectazie - turtire, colabare (parțială sau totală) a unui plămân sau a unui segment pulmonar din cauza lipsei aerului alveolar, provocată de stenoze sau de obstrucții bronșice, și având drept urmare suprimarea funcției respiratorii în zona pulmonară respectivă.
- atelencefalie - dezvoltare incompletă a encefalului.
- atelie - absență congenitală a mamelonului.
- atelocardie - anomalie caracterizată prin dezvoltarea incompletă a inimii.
- atelocheilie - malformație caracterizată prin dezvoltarea incompletă a mâinilor.
- atelocheirie - malformație caracterizată prin dezvoltarea incompletă a buzelor.
- atelochinezie - imposibilitate a uneia dintre extremitățile corpului de a executa mișcări.
- ateloglosie - defect congenital de dezvoltare a limbii.
- atelognatie - monstruozitate caracterizată prin lipsa parțială a maxilarelor.
- atelomielie - anomalie congenitală constând în dezvoltarea incompletă a măduvei spinării.
- atelopodie - anomalie constând în dezvoltarea defectuoasă a picioarelor.
- ateloprozopie - malformație caracterizată prin dezvoltarea incompletă a feței.
- atelostomie - anomalie constând în dezvoltarea incompletă a gurii.
- aterogen - care produce ateroame.
- aterogeneză - proces de formare a ateromului.
- aterom - depozit de substanțe grase și de colesterol pe pereții vaselor sangvine.
- ateromatoză - stare patologică cauzată de prezența în număr mare a plăcilor de aterom în pereții arterelor mari și mijlocii.
- ateroscleroză - maladie cardiovasculară caracterizată prin depunerea de lipide în peretele arterial, ceea ce conduce la îngustarea și chiar obstrucția acestora.
- atimie - absența timusului, manifestată prin deficit anabolic, imunitar și perturbări ale hematopoiezei.
- atireoză - lipsă a glandei tiroide.
- atiroidie - absență totală a secreției tiroidiene.
- atonie - condiție medicală caracterizată prin pierderea totală sau parțială a tonusului muscular, ceea ce duce la relaxarea completă a mușchilor.
- atopie - stare de hipersensibilitate sau de alergie, pe fondul unei predispoziții ereditare.
- atrepsie - boală cronică gravă de nutriție la sugarii hrăniți artificial, caracterizată printr-o slăbire extremă, adesea ireversibilă.
- atrichie - lipsă (congenitală) a părului.
- atrofiere - scăderea volumului normal al corpului sau al unei celule, organ sau țesut din cauza unui deficit de aport nutrițional sau de activitate funcțională.
- atropism - intoxicație cu atropină (sau cu beladonă).
- autoagresiune - stare patologică în care organismul produce substanțe nocive împotriva unora dintre propriile sale celule, țesuturi sau organe.
- autoimună, boală ~ - boală în care tulburările clinice și leziunile sunt rezultatul perturbării mecanismelor de imunitate.
- autoinfecție - infectare a unui organism cu microbii nepatogeni pe care îi poartă în sine și care devin la un moment dat patogeni.
- autoinfestație - infestație cu forme infecțioase ale unui parazit care se găsește deja în organism.
- autointoxicație - intoxicație provocată ca urmare a formării de substanțe toxice în propriul organism.
- auxopatie - tulburare a creșterii.
- avitaminoză - afecțiune sau ansamblu de tulburări care survin ca urmare a lipsei îndelungate din organism a uneia sau a mai multe vitamine legată în general de o carență alimentară sau de un defect de resorbție digestivă.
- axantopsie - imposibilitate de a distinge culoarea galbenă.
- azbestoză - boală pulmonară profesională, provocată de inhalarea îndelungată a particulelor fine de azbest.
- azoospermie - absență a spermatozoizilor din lichidul seminal, care determină sterilitatea.
- azotemie:

- prezența în sânge a produșilor de excreție azotată;
- creșterea anormală a cantității de uree sanguină.
- azoturie - eliminare (anormală) de azot prin urină sub formă de uree și compuși azotați (urați).

## B

### Ba - Be
- baciloză - vezi tuberculoză.
- bacilurie - prezența de bacili în urină, datorată unei infecții a vezicii urinare sau a rinichiului.
- bacteriemie - prezența bacteriilor în sânge.
- bacteriurie - prezența în număr excesiv a bacteriilor în urină.
- bagasoză - boală profesională observată la cei ce manipulează reziduuri uscate de trestie de zahăr; se manifestă prin tulburări respiratorii: tuse, dispnee, febră.
- balan(i)opostită - inflamație a mucoasei glandului și prepuțului.
- balanită - inflamație a glandului penisului și a mucoasei care îl învelește.
- balanocel - hernie a glandului.
- balanoragie - inflamație gonoreică a glandului penian.
- balantidiază (sau balantidioză) - infestarea intestinului gros cu protozoarul Balantidium coli; paraziții invadează și distrug peretele intestinului gros, determinând ulcerații și necroză, pacientul prezentând diaree și dizenterie.
- balbuție (sau balbism) - tulburare de articulare a cuvintelor, caracterizată prin repetarea sunetelor sau a silabelor și prin folosirea unor pauze care întrerup vorbirea.
- balonare - vezi meteorism.
- baranestezie - pierdere a sensibilității la presiune a țesuturilor profunde.
- barbiturism - totalitatea fenomenelor care apar în intoxicațiile cu derivați ai acidului barbituric (luminal, veronal etc) și care se manifestă prin somn profund, mers nesigur, chiar stare de comă.
- bariglosie - dificultate în pronunțarea cuvintelor.
- barilalie - tulburare de limbaj manifestată prin dificultăți în articularea cuvintelor, devenite neinteligibile.
- baritoză - afecțiune a plămânilor (o pneumoconioză) determinată de inhalarea prafului de bariu.
- barotită - afecțiune a urechii, determinată de modificarea bruscă a presiunii aerului, care apare, de obicei, în călătoriile aeriene.
- barotraumatic - (despre boli) care este provocat de modificările presiunii atmosferice.
- barotraumatism - traumatism provocat de variațiile bruște și repetate ale presiunii atmosferice.
- barotraumă - afectare a urechii, trompei lui Eustachio sau sinusurilor paranazale, determinată de modificări ale presiunii ambientale, apărută în timpul zborurilor sau scufundărilor la mare adâncime.
- bartolinită - inflamație (de natură gonococică) a glandelor Bartholin.
- bartoneloză - boală infecțioasă febrilă, cauzată de un microorganism în formă de bastonaș, parazit al globulelor roșii și al celulelor endoteliale.
- Basedow, boala ~ - boală endocrină care se manifestă prin creșterea în volum a glandei tiroide, exoftalmie, tulburări cardiovasculare, tremurături digitale fine, scădere ponderală, diaree, termofobie, transpirații, insomnii, nervozitate etc.
- baticardie - poziție coborâtă a inimii.
- batiestezie - sensibilitate profundă, mioarticulară privind mișcările și poziția corpului.
- batigastrie - coborâre a stomacului din poziția normală în abdomenul inferior.
- batrocefalie - deformare a craniului caracterizată prin protruzia posterioară a occipitalului.
- bazaliom - vezi carcinom bazocelular.
- bazocitopenie - absența leucocitelor bazofile din sânge.
- bășică - umflătură a pielii conținând o materie lichidă (seroasă) și care poate apărea din cauze ca: traumatisme, arsuri, reacții alergice, boli de piele sau infecții.
- bătătură - îngroșarea considerabilă, dură și dureroasă, a stratului cornos al epidermei.
- benign - (despre o boală, un proces patologic) ușor, cu o evoluție favorabilă, fără complicații și care se poate trata.
- benignitate:

- caracteristică a unei boli care se vindecă fără vreo dificultate;
- ansamblu de criterii anatomopatologice care definesc tumorile necanceroase.
- benzolism (sau benzenism) - totalitatea tulburărilor determinate de intoxicația cu vapori de benzen sau cu derivați ai acestuia.
- beri-beri - boală provocată de lipsa vitaminei B1, caracterizată prin paralizii, tulburări cardiace și nervoase și edeme multiple.
- berilioză - pneumopatie profesională provocată de inhalarea pulberilor de beriliu.
- bestialitate - vezi zoofilie.
- beție:

- stare de intoxicație, datorată introducerii în organism a unei cantități de alcool;
- stare patologică reversibilă, produsă de substanțe toxice ca: dioxid de carbon, benzen, stupefiante, eter etc.

### Bi - Bz
- bicefal - (despre feți) monstru cu două capete.
- bicuspidie - afecțiune congenitală cardiacă în care pacientul prezintă două cuspide (în loc de trei) la valva aortică.
- bidactilie - anomalie congenitală în care la o mână sau la un picior sunt numai două degete.
- bienoftalmie - inflamație catarală a conjunctivei; secreție conjunctivală exagerată.
- biliopatie - denumire generică pentru afecțiunile bilei.
- bilios - care suferă de un exces de secreție biliară; care are la bază o secreție biliară excesivă.
- biliragie - scurgere parțială sau totală a bilei către exterior.
- bilirubinemie - prezența în concentrație normală a bilirubinei în sânge.
- bilirubinurie - prezența patologică a bilirubinei în urină.
- biliurie - prezența de pigmenți sau săruri biliare în urină.
- biloculare - deformare patologică a unui organ anatomic, care constă în împărțirea acestuia în două loji.
- biopatografie - totalitatea manifestărilor patologice suferite de un individ în decursul existenței sale.
- biopatologie - patologie privită din perspectivă biologică.
- bisinoză - boală pulmonară profesională cronică, probabil de natură alergică, determinată de inhalarea pulberii de bumbac în cursul prelucrării industriale a acestuia.
- bismutism - intoxicație cu săruri de bismut.
- blastoftorie - degenerare a germenilor din citoplasma oului fecundat; alterare a gameților provocată de sifilisul ereditar.
- blastom - tumoră malignă a cărei dezvoltare pornește de la elementele nediferențiate de tip embrionar.
- blastomicoză - boală provocată de ciuperci parazite din grupa ascomicetelor, care se manifestă prin apariția unor vezicule care se sparg și care afectează pielea, plămânii, mușchii etc.
- blastomogeneză - proces de formare și dezvoltare a unei tumori maligne.
- blefarită - inflamație acută sau cronică a marginii pleoapelor.
- blefaroconioză - inflamație sau ulcerare a mucoasei pleoapelor, declanșată de pulberi.
- blefaroconjunctivită (sau blefaroftalmie) - inflamație concomitentă a conjunctivei și a pleoapelor.
- blefaroplegie - paralizie a pleoapei și a aparatului ei muscular.
- blefaroptoză - căderea pleoapei superioare, determinată de paralizia mușchiului ridicător; ptoză palpebrală.
- blefarospasm - contracție spasmodică, involuntară, anormală, a mușchiului orbicular al pleoapelor.
- blefaroșalazis - atrofie a pielii pleoapelor superioare, însoțită de slăbirea țesutului celular subcutanat.
- blenenterie - stare patologică manifestată prin eliminarea frecventă a fecalelor având consistență lichidă sau moale.
- blenoragie - boală venerică, contagioasă, caracterizată prin inflamația mucoasei organelor genito-urinare, provocată de un gonococ și care se caracterizează prin mâncărime, senzație de usturime, scurgeri purulente etc; sinonime: gonoree, (popular) sculament.
- blenoree - scurgere blenoragică cronică, fără inflamarea mucoasei organelor genito-urinare.
- blenotoree- scurgere a urechii, în caz de catar auricular.
- blenurie - prezență de mucozități în urină.
- bloc:

- obstruare a unei căi vasculare sau întreruperea circulației printr-un vas sangvin;
- întrerupere a unei conductibilități neuromusculare.
- blocaj renal - obstrucție a activității renale prin blocarea unor nefroni.
- bloc atrio-ventricular - tulburare de conducere a impulsului electric contractil în țesutul nodal cardiac.
- bloc cardiac - tulburare a ritmului inimii, datorată blocării influxului nervos care străbate mușchiul cardiac.
- bloc de ramură - tulburare caracterizată de o încetinire sau întrerupere a conducerii impulsului nervos către miocardul ventricular.
- boala coronariană ischemică - boală a arterelor coronare plus consecințele sale.
- boala somnului - vezi encefalită letargică.
- boală - modificare organică sau funcțională a echilibrului normal al organismului care provoacă alterarea stării de sănătate; proces patologic care afectează organismul; maladie, afecțiune.

- boală autoimună - boală în care leziunile și tulburările sunt consecința perturbării mecanismelor de imunitate.
- boală cronică - afecțiune medicală de lungă durată, care necesită tratament și îngrijire pe termen lung, fiind caracterizată prin prezența simptomelor și a efectelor sale asupra organismului timp îndelungat sau pe tot parcursul vieții.
- boală parazitară - boală infecțioasă cauzată de paraziți, cum ar fi: protozoare (malaria, giardioza), helminți (ascaridioza, teniaza⁠(d), trichineloza) sau ectoparaziți⁠(d) (boala Lyme, febra pătată a Munților Stâncoși).
- boală sistemică⁠(d) - boală care se extinde dincolo de locul inițial al infectării, afectând întregul organism prin intermediul fluxului sanguin sau al altor sisteme ale corpului (cum ar fi sistemul limfatic); aceasta implică prezența și răspândirea microorganismelor patogene în mai multe organe sau țesuturi, ducând la manifestări generalizate și adesea severe.
- boală virală - boală infecțioasă provocată de un virus care invadează celulele organismului și se multiplică în interiorul lor.

- boli ale civilizației - afecțiuni specifice țărilor dezvoltate, cum ar fi: boala Alzheimer, ateroscleroza, astmul, diferite forme de cancer, ciroza hepatică, boala pulmonară obstructivă cronică, diabetul de tip 2, boli cardiace etc.
- boli interne - bolile organelor din interiorul corpului.
- borderline - (despre sindroame) care este marginal sau intermediar, de graniță, între normal și patologic.
- borelioză - boală infecțioasă articulară, neurologică și cardiacă, al cărei agent este o bacterie din familia spirochetelor, Borrelia burgdoferi.
- borism - intoxicație cronică cu bor sau cu derivați ai acestuia, care se manifestă prin tulburări digestive, leziuni cutanate, vertij și care apare la lucrători din industria cauciucului sau a lemnului ori accidental, în intoxicații alimentare.
- botriocefaloză - boală parazitară la om și la animale, care apare în urma consumului cărnii de pește insuficient prelucrate termic, infestată de botriocefal, manifestându-se prin anemie, astenie și tulburări digestive.
- botriomicom - mică tumoare benignă pediculată, localizată mai ales la nivelul degetelor, urechilor și pielii păroase a capului, de natură infecțioasă, asemănătoare cu fructul de zmeură, care sângerează ușor.
- botriomicoză - boală infecțioasă (care poate fi întâlnită și la cai), provocată de specii parazitare din genul Botryomices, care se manifestă prin apariția unor tumori la nivelul tegumentelor, asemănătoare cu fibroamele.
- botulism - toxiinfecție alimentară acută, frecvent mortală, determinata de ingestia de alimente (conserve, carne de cal) conținând toxinele bacilului botulinic (toxina botulinică), care se manifestă prin paralizii progresive descendente.
- bradiaritmie - bradicardie în care bătăile cardiace sunt scăzute, astfel încât inima nu antrenează suficient sânge pentru necesitățile organismului.
- bradibazie - disfuncție locomotorie caracterizată prin mers încetinit.
- bradicardie - stare patologică sau fiziologic adaptativă, care constă în scăderea frecvenței cardiace⁠(d) sub 60 de pulsații pe minut; vezi și: bradiaritmie, tahicardie
- bradichinezie (sau bradikinezie) - încetinire generală a ritmului activității motrice; simptom care constă în încetinirea ritmului mișcărilor, fără o diminuare a activității motorii.
- bradimenoree - ciclu menstrual neregulat.
- bradipraxie - diminuare anormală a activității motorii.
- braditelioză - întârziere în creșterea pre-pubertară.
- brahialgie - durere a brațului.
- brahibazie - tulburare a automatismului mersului, caracterizată prin deplasare ezitantă, cu pași anormal de mici.
- brahicheilie - anomalie caracterizată prin scurtarea accentuată a buzelor.
- brahidactilie - malformație congenitală, caracterizată prin scurtimea degetelor.
- brahiesofag - malformație congenitală caracterizată prin scurtime anormală a esofagului.
- brahifalangie - anomalie caracterizată prin falange anormal de scurte.
- brahiglosie - anomalie caracterizată prin scurtimea anormală a limbii.
- brahignație - dezvoltare insuficientă a bazei unui maxilar a cărui lungime este anormal de redusă în raport cu lărgimea.
- brahimelie - malformație congenitală caracterizată prin dezvoltarea incompletă sau scurtimea membrelor; micromelie.
- brahirahie - malformație congenitală caracterizată prin coloană vertebrală anormal de scurtă.
- brahirinie - malformație congenitală caracterizată printr-un nas foarte scurt.
- brahischelie - dezvoltare insuficientă a membrelor inferioare, care coincide cu alungirea exagerată a celor superioare.
- brâncă - vezi erizipel.
- bromhidroză - secreție, mai mult sau mai puțin adundentă, a unei transpirații cu miros puternic, dezagrabil; osmhidroză.
- bromidă - toxicodermie cu aspect acneic, pustulos sau vegetant sau care se manifestă prin  accidente cutanate (prurit, eritem, inflamații), ca urmare a unei intoxicații cu bromuri sau medicamentoase; altă denumire: bromodermie.
- bromism - intoxicație provocată de brom și de compușii săi, în special de bromura de potasiu.
- bromodermie - vezi bromidă.
- bromomenoree - menstruație fetidă.
- bromopnee - respirație urât mirositoare.
- bronhiectazie - vezi bronșectazie.
- bronhioalveolită - inflamație simultană a bronhiolelor și a alveolelor.
- bronhiolită - proces inflamator care afectează bronhiile; sinonim: bronșiolită.
- bronhioliză - leziune a pereților bronhiilor.
- bronhiom - tumoare formată în bronhie.
- bronhoalveolită - vezi bronhopneumonie.
- bronhocel - tumoare a gâtului, plină cu aer și materii stagnante, determinată de o stenoză bronșică.
- bronholit - calcul bronhic, format, de obicei, din carbonat sau fosfat de calciu; altă denumire: bronsiolit.
- bronholitiază - formare de calculi din calciu în lumenul bronhiilor sau la nivelul pereților acestora.
- bronhomalacie - înmuiere a bronhiilor.
- bronhomicoză - inflamație a bronhiilor, provocată de unele ciuperci patogene.
- bronhopioree - inflamație bronhică purulentă.
- bronhoplegie - paralizie sau pareză a bronhiilor.
- bronhopneumonie - afecțiune pulmonară provocată de pneumococi, care se manifestă prin inflamarea bronhiilor și a lobilor pulmonari; altă denumire: bronhoalveolită.
- bronhopneumopatie - denumire generică pentru procese patologice care afectează simultan bronhiile și parenchimul pulmonar.
- bronhoragie - hemoragie bronhică.
- bronhoree - hipersecreție patologică de mucus bronșic, cu expectorație abundentă, care apare, mai ales, în bronșitele cronice.
- bronhostenoză - diminuarea diametrului arborelui bronșic, localizat într-un anumit punct, determinând dispnee de intensitate variabilă.
- bronsiolit - vezi bronholit.
- bronșectazie - dilatare permanentă a bronhiilor în urma unei scleroze pulmonare; altă denumire: bronhiectazie.
- bronșiolită - vezi bronhiolită.
- bronșită - termen generic pentru orice afecțiune a căilor respiratorii, care constă în inflamația (acută sau cronică) a mucoasei bronhiilor, manifestată în special prin tuse și care este provocată de răceală, de agenți fizici sau chimici și de unele boli infecțioase.
- bruceloză - maladie contagioasă, transmisă omului prin alimente, de la unele animale domestice bolnave, fiind provocată de unul dintre cele trei tipuri de germeni infecțioși din genul Brucella, care se manifestă prin temperatură ridicată, transpirație nocturnă abundentă, dureri de cap, oboseală accentuată etc; alte denumiri: febră de Malta, febră ondulantă.
- bruxism - obicei de a scrâșni din dinți, fie ca urmare a unei ocluzii dentare defectuoase, fie din cauza unei spasmofilii constituționale.
- bubă - nume popular dat umflăturilor dureroase cu caracter purulent ale țesutului subcutanat; leziune a pielii; rană.
- bubon:

- inflamație a ganglionilor limfatici din regiunea inghinală, axilară etc, de origine infecțioasă;
- tumefacție ganglionară caracteristică ciumei bubonice.
- bubonocel - varietate de hernie inghinală oblică externă, la nivelul orificiului extern al canalului inghinal; altă denumire: hernie inghino-pubiană.
- buftalmie - creștere a volumului globului ocular, din cauza creșterii presiunii intraoculare, caracteristică mai ales în glaucomul congenital; alte denumiri: glaucom infantil; hidroftalmie.
- bulbită - inflamație a bulbului duodenal.
- bulimie - tulburare psihologică a comportamentului alimentar, caracterizată prin ingestie impulsivă, excesivă, continuă a unor cantități importante de alimente.
- burn out - stare de epuizare fizică, emoțională și mentală, cauzată de implicarea pe termen lung în situații solicitante emoțional.
- bursită (sau bursopatie) - inflamație a unei burse.
- buton - leziune cu sediu folicular sau perifolicular.

## C

### Ca - Cd
- cacogeneză - dezvoltare anormală a unui organ.
- cacomelie - deformație congenitală a membrelor.
- cacoplazie - creștere patologică; structură, formație anatomică defectuoasă.
- cacosmie - tulburare olfactivă care constă în perceperea exagerată a mirosurilor dezagreabile; vezi și: cacostomie, parosmie.
- cacostomie - miros dezagreabil al gurii.
- cafeism - totalitatea tulburărilor produse de abuzul de cafea, datorate cafeinei și care se manifestă prin insomnie, cefalee, aritmie cardiacă etc.
- calcaneită - inflamația calcaneului.
- calcicoză - termen ieșit din uz pentru pneumoconioza provocată de inhalarea prafului de calciu; este caracterizată prin leziuni medulare.
- calcifilaxie - calcificare (bruscă) a unor țesuturi sau organe, în cazuri de hipertiroidism sau de hipervitaminoză D.
- calcimielie - procent ridicat de calciu în măduva osoasă.
- calcinoză - boală caracterizată prin depunerea unor cantități mari de săruri de calciu în țesutul conjunctiv subcutanat, în mușchi, rinichi, pereții vaselor sanguine.
- calcipenie - carența de calciu, care afectează țesuturile și lichidele organice.
- calciurie - tulburare caracterizată prin prezența excesivă în urină a calciului.
- calcul - corp solid, în formă de pietricică, rezultat din precipitarea sărurilor organice și anorganice din bilă, urină, salivă, lacrimi etc.; se formează în interiorul unui organ sau în canalele secretoare ale acestuia (exemple: calcul renal, calcul colecistic).

- calcul coraliform - calcul urinar mulând cavitățile intrarenale și luând în ansamblu forma de coral; se asociază cu infecții urinare, cel mai adesea fiind incriminat Proteus vulgaris; sinonim: calcul dendritic.
- calcul biliar - concrețiune pietroasă care se formează în vezicula biliară; astfel de calculi pot determina durere acută sau pot trece în canalul biliar comun producând icter obstructiv sau colangită.
- calcul dendritic - vezi calcul coraliform.

- calculoză - boală produsă de prezența calculilor într-un organ sau într-un canal excretor (sinonim: litiază).
- calicoză - pneumoconioză benignă provocată de inhalarea carbonatului de calciu.
- calozitate - îngroșare localizată a tegumentelor (de exemplu tălpile și palmele), realizată prin hiperkeratoza rezultată în urma presiunii sau a frecăturilor; uneori poate deveni dureroasă.
- calviție - vezi alopecie.
- camptocormie - poziție vicioasă a trunchiului, constând într-o anteflexie permanentă a acestuia pe bazin, cu limitarea mișcărilor doar în ortostatism, consecință a unei contracturi musculare de origini diferite: isterie, parkinson, boli organice ale coloanei vertebrale etc.
- camptodactilie - imposibilitate de a întinde complet degetele ca urmare a unor procese patologice sau a unei malformații congenitale.
- canabioză - sindrom alergic respirator, provocat de inhalarea pulberilor de cânepă.
- canabism - intoxicație cronică sau acută cu canabină, întâlnită la lucrătorii din industria de prelucrare a cânepii.
- canaliculită - inflamația unui canalicul sau a unui conduct excretor al unei glande, în special a canaliculului lacrimal.
- canalopatie - ansamblul alterărilor structurale și funcționale ale canalelor ionice.
- cancer - boală cronică care se manifestă prin diverse forme de tumori maligne care se înmulțesc excesiv în țesuturile unor organe și invadează întregul organism formând metastaze; sinonim: neoplasm.

- cancer biclonal - formă de cancer a cărui malignitate este dată de două tipuri de celule care nu au legătură între ele.
- cancer bronhopulmonar - tumoră pulmonară malignă cu punct de plecare în majoritatea cazurilor din epiteliul bronșic glandular.
- cancer cervical - vezi cancer de col uterin.
- cancer de cap și gât - termen general care cuprinde mai multe tipuri de cancer care se pot dezvolta în regiunea capului și gâtului.
- cancer de colon - afecțiune tumorală a colonului (intestinului gros).
- cancer de col uterin - - cancer de tip uterin, care se dezvoltă din epiteliul de suprafață al cervixului (carcinom spinocelular) sau din epiteliul care căptușește la interior canalul cervical (adenocarcinom) și care se manifestă prin scurgeri vaginale, cu miros dezagreabil și sangvinolente; sinonime: cancer cervical, carcinom cervical (vezi și cancer endometrial).
- cancer de piele - cancer ce se dezvoltă la nivelul pielii, principalele forme fiind: cancerul cu celule bazale (CCB), cancerul cu celule scuamoase (CCS) și melanomul, cea mai agresivă formă.
- cancer de prostată - tumoră malignă (carcinom) a prostatei, care apare în special la bărbații vârstnici; în multe cazuri evoluează lent, având simptome asemănătoare hipertrofiei benigne de prostată.
- cancer de sân - vezi cancer mamar.
- cancer ductal "in situ" - cancer de sân, stadiul zero, evidențiabil pe mamografiile de calitate.
- cancer endometrial - cancer de tip uterin, carcaterizat prin creșterea rapidă și haotică a celulelor endometriale; apare mai frecvent la femeile de peste 50 de ani; vezi și cancer de col uterin.
- cancer esofagian -  formă de cancer în care celulele maligne se formeaza în țesutul esofagian; se manifestă prin dureri la înghițire, pierdere în greutate, hipercalcemie, arsuri stomacale.
- cancer gastric - vezi cancer stomacal.
- cancer laringian - formă de cancer care afectează laringele, având ca simptome: răgușeală persistentă⁠(d), dureri în gât sau la ureche, dificultăți la înghițire⁠(d), tuse persistentă, pierdere în greutate.
- cancer mamar - afecțiune în care celulele maligne se dezvoltă la nivelul țesutului sânului, crescând anormal în mod necontrolat; apare mai ales la postmenopauză (sinonim: cancer de sân).
- cancer pancreatic - formă mai rară de cancer, dar foarte agresiv, având o rată a mortalității extrem de ridicată; apare atunci când celulele din pancreas se multiplică fără control.
- cancer pulmonar - cancer cu originea în epiteliul căilor respiratorii (cancer bronșic) sau plămâni; este frecvent întâlnit, fiind puternic asociat cu fumatul și expunerea la poluanții atmosferici.
- cancer stomacal - afecțiune malignă ce are ca punct de plecare mucoasa gastrică, fiind cauzată în special de: fumat, consumul excesiv de băuturi alcoolice și alimentație necorespunzătoare; sinonim: cancer gastric.
- cancer testicular - boală a testiculului care apare atunci când la nivelul acestuia se formează celule anormale în mod necontrolat; este mai ușor de vindecat, mai ales dacă este depistat timpuriu.

- canceriform - care are forma unui cancer.
- cancerigen - (substanță, agent, factor) care provoacă o tumoare malignă sau favorizează apariția cancerului; oncogen.
- cancerizare - transformare în cancer a unei răni, a unei tumori etc.
- cancerogeneză - originea (și cauzele) cancerului; carcinogeneză, oncogeneză.
- cancroid:

- asemănător cu cancerul;
- formație canceroasă malignă a pielii și a mucoaselor, în care procesul de cheratinizare este deosebit de accentuat.
- candida:

- erupție cutanată de natură alergică;
- infecție determinată de ciuperci.
- candidoză - infecție comună a tegumentelor și mucoaselor determinate de un fung, de obicei Candida albicans, caracterizată prin apariția unor depozite albe în strat gros la nivelul mucoaselor, care produc mâncărimi intense; monilioză.
- candidurie - prezența în urină a unei ciuperci de tip Candida.
- cangrenă - distrugere sau putrezire a unei părți din țesuturile unui organism, datorită circulației insuficiente a sângelui.
- caniție - albire totală sau parțială a părului (de pe cap), care poate fi congenitală sau dobândită.
- cantaridism - intoxicație acută cu cantaridină, care se manifestă prin vărsături, colici abdominale, diaree și leziuni renale grave.
- caolinoză - pneumoconioză cauzată de inhalarea prafului de argilă, amestecat adesea cu cuarț, la muncitorii din industria ceramică.
- capilarită - inflamația vaselor capilare, care poate evolua cu tromboză, uneori cu necroză și ulcerare sau spre o dilatație.
- capilaropatie - afecțiune a vaselor capilare.
- capsulită - inflamația capsulei care înconjoară o articulație.
- caput succedaneum - tumefacție temporară a țesuturilor moi ale capului nou-născutului, care apare în timpul nașterii datorită compresiei exercitate pe mușchii gâtului de către uter.
- carate - dermatoză contagioasă sau cronică, răspândită în America Centrală și de Sud, cauzată de spirochetul Treponema carateum, care se manifestă prin erupții roșii, brune sau galbene.
- carbuncul - boală infecțioasă gravă provocata de bacteria Bacillus anthracis.
- carcinogen - substanță capabilă să provoace cancer în țesuturile animale.
- carcinogeneză - procesul de formare a tumorilor canceroase; stadiile intermediare, uneori numite premaligne sau noninvazive, pot fi recunoscute, dar uneori se pot crea confuzii, de aceea au fost denumite carcinom in situ.
- carcinoide - grup de tumori cu malignitate inconstantă sau atenuată, dezvoltate din celulele endocrine cu granulații citoplasmatice, prezente în organele derivate din intestinul primitiv sau din anumite teratoame.
- carcinoliză - proces de dezintegrare a celulelor carcinoase.
- carcinom - tumoare malignă a țesutului epitelial.

- carcinom bazocelular - unul dintre cele mai frecvente subtipuri histologice de tumori maligne ale pielii; sinonime: carcinom trichoblastic, epiteliom bazocelular, bazaliom.
- carcinom bronșic - cancer al bronhiilor, una dintre cauzele cele mai frecvente de deces la fumători.
- carcinom cervical - vezi cancer de col uterin.

- - carcinom cu celule de tranziție - cel mai des întâlnit tip de cancer al vezicii urinare; afectează uroteliumul ce căptușește bazinetul urinar, ureterele, vezica urinară și cea mai mare parte a uretrei.
  - carcinom ductal in situ - stadiu timpuriu al cancerului de sân, detectabil prin mamografie, care este limitat la ductele lactifere ale sânului.
  - carcinom in situ - stadiu timpuriu al unei tumori canceroase, în care tumora este strict localizată la epiteliu și excizia chirurgicală este eficientă; vezi carcinogeneză.
  - carcinom medular - tumoră a cărei consistență este asemănătoare măduvei osoase; carcinomul medular tiroidian se asociază cu tumori ale altor organe (neoplazia endocrină multiplă), se dezvoltă din celulele C tiroidiene și produce calcitonina, care deseori poate fi folosită ca marker tumoral.
  - carcinom spinocelular - a doua formă ca frecvență de cancer al pielii (după carcinomul bazocelular), care apare frecvent la vârsta adultă sau la vârstnici; principala cauză este lumina solară.
  - carcinom trichoblastic - vezi carcinom bazocelular.
  - carcinom verucos - carcinom nedureros al cavității bucale, asociat cu mestecatul de tutun.
- carcinomatoză - proces carcinomatos extins la mai multe organe sau pe o suprafață seroasă, cu tumori multiple; sinonim: carcinoză.
- carcinosarcom - tumoră malignă a colului uterin sau a vaginului, care conține celule adenocarcinomatoase, sarcomomatoase și stroma.
- carcinoză - vezi carcinomatoză.
- cardiac - care suferă de o boală de inimă.
- cardialgie - durere acută de stomac sau de inimă.
- cardioangioscleroză - (denumire pentru) ansamblul alterărilor cardiovasculare specifice persoanelor în vârstă, în relație cu ateroscleroza.
- cardiocel - hernie congenitală a inimii.
- cardioclazie - ruptură a unui perete al inimii; altă denumire: cardiorexie.
- cardiodinie - senzație dureroasă în regiunea precordială sau în inimă.
- cardiofrenie - neurastenie cardiovasculară.
- cardiolit - calcul cardiac.
- cardiomalacie - distrofie a mușchiului cardiac, prin infiltrarea fibrei musculare cu grăsimi.
- cardiomegalie - mărire patologică a volumului inimii, de obicei consecutivă hipertrofiei; altă denumire: miocardiopatie.
- cardiomiopatie - nume generic pentru bolile miocardului; afecțiune acută, subacută sau cronică a mușchiului inimii, de etiologie necunoscută sau asociată, însoțită frecvent de o implicare a endocardului și, uneori, de afectarea pericardului, apărută în cadrul unui proces patologic general.
- cardiopatie - denumire generică a afecțiunilor cardiace.
  - cardiopatie arterială - vezi angiocardiopatie.
  - cardiopatie ischemică - afecțiune cardiacă ce constă în reducerea sau întreruperea aportului sanguin la miocard, în asociere cu procese patologice în sistemul coronarian și care se manifestă prin dureri cardiace intense.
- cardioplegie - paralizie a mușchiului inimii.
- cardioptoză - anomalie a poziției cordului, care este situat inferior poziției anatomice normale.
- cardiopulmonar - (despre boli) care afectează inima și plămânii.
- cardiorexie - vezi cardioclazie.
- cardioscleroză - scleroză a mușchiului cardiac sau a cardiei.
- cardiospasm - boală caracterizată prin spasmul intermitent și uneori paradoxal al sfincterului cardia al stomacului; vezi acalazie.
- cardiostenoză - strâmtare a orificiilor cardiace.
- cardiotireoză - ansamblu de tulburări cardiace produse de hipertiroidie, constând în special în tulburări de ritm și în insuficiență cardiacă.
- cardiovalvulită - inflamație a endocardului, care acoperă diferite valvule ale inimii.
- cardită - inflamație care afectează, parțial sau în totalitate, cele trei straturi ale inimii.
- carență - insuficiență sau absență din organism a unor elemente indispensabile metabolismului.
- carie - cavitate apărută la nivelul unui os în urma unor procese inflamatorii.
  - carie dentară - leziune a dinților care, prin evoluție, formează o cavitate, provocând distrugerea smalțului și a dentinei.
- carioliză - distrugerea unei celule prin disoluție.
- Caroli, boala ~ - afecțiune genetică rară caracterizată prin dilatarea chistică (ectazia⁠(d)) a căilor biliare intrahepatice; altă denumire: ectazia cavernoasă comunicantă.
- carotenodermie - pigmentație gălbuie-roșiatică a tegumentelor, provocată de creșterea carotinemiei; alte denumiri: ocrodermie, xantoză.
- carpocifoză - deformație congenitală a pumnului, printr-o anomalie de dezvoltare a extremității inferioare a radiusului, a cărei porțiune posterioară crește mai rapid, făcând să devieze mâna spre partea radială.
- carus - faza ultimă, cea mai gravă, a comei.
- cașectic - individ care suferă de cașexie.
- cașexie - slăbire generală cu scăderea activității sistemelor morfofuncționale, topire musculară, hipotensiune, adinamie etc., de origine variată (cancer, tuberculoză); sinonim: atrofie generală progresivă.

- cașexie termică - senzatie de oboseală și colaps datorate scăderii presiunii sangvine și a volumului sangvin ca rezultat al pierderilor de lichide și sare, după o expunere prelungită la căldură.

- catar - inflamație acută sau cronică a mucoasei unui organ, adesea însoțită de secreție abundentă.
- cataractă - afecțiune oculară care constă în opacifierea progresivă a cristalinului sau a capsulei acestuia, cu diminuarea acuității vizuale până la orbire, care poate fi congenitală, posttraumatică sau spontană.
- catereză - stare de slăbiciune, de prostație, produsă de un medicament; afecțiune acustică ușoară.
- cauzalgie - senzație de căldură intensă, însoțită de tulburări circulatorii și modificări trofice ale pielii, care este cauzată de lezarea nervilor simpatici.
- cavernă - cavitate patologică cauzată de o boală într-un țesut organic, localizată în parenchimul unui organ, de obicei în plămâni (cavernă pulmonară) și care rezultă în urma unei evacuări a conținutului, de obicei lichid sau semisolid.
- cavernom - hemangiom cu cavități mari.
- cavernos:

- care se referă la caverne patologice sau include caverne, a cărui structură se aseamănă cu aspectul general al unei caverne;
- (despre voce) care are timbrul gros, înfundat; înăbușit.
- cavitar - care este caracterizat prin prezența unei caverne , în general cu localizare pulmonară.
- cazeificare:

- necroză a unui țesut, urmată de apariția unei substanțe cu aspect cazeos în centrul leziunii;
- proces caracteristic tuberculozei, care constă în transformarea țesutului necrozat într-o materie gălbuie, compactă, granuloasă.
- cădere de tensiune - coborâre a tensiunii arteriale sub limita normală.

### Ce - Cz
- cebocefalie - malformație congenitală a extremității cefalice, caracterizată prin lipsa aparatului nazal sau prezența unei singure narine și ochi foarte apropiați, care amintește de aspectul fizic al ciclopului.
- cecitate - absență a vederii datorată unor leziuni ale mediilor transparente oculare, ale retinei, ale căilor nervoase sau ale centrilor vederii; vezi și: ablepsie, orbire.
- cecitate cromatică - incapacitate de a percepe culorile.
- cecitate diurnă - vezi hemeralopie.
- cecitate nocturnă - vezi nictalopie.
- cecocel - hernie cu conținut format din cecum.
- cecoptoză - coborâre patologică a cecului în bazinet.
- cefalalgie - durere de cap; sinonim: cefalodinie.
- cefalee - durere acută de cap difuză sau localizată, ce poate fi un simptom izolat sau poate reprezentă o manifestare a unei boli foarte grave (surmenaj, intoxicații sau maladii ale nervilor cranieni).
- cefalhematom - hematom cefalic.
- cefalită - inflamație a creierului și a membranelor acestuia.
- cefalocel - denumire generică pentru un ansamblu de meningocele și encefalocele.
- cefalodinie - vezi cefalalgie.
- cefalom - cancer la encefal.
- cefalomel - monstru care prezintă un număr suplimentar de membre superioare, ce se inserează pe cap.
- cefalopag - monstru format din doi indivizi reuniți prin extremitățile cefalice.
- cefaloplegie - paralizie a mușchilor capului și ai feței.
- cefalotoracopag - monstru dublu, format din doi indivizi cu două capete fuzionate într-unui singur, cu două trunchiuri lipite prin torace, prezentând patru brațe și patru picioare.
- celiachie - boală sistemică, ce are ca simptome: denutriție progresivă, creșterea considerabilă a volumului abdomenului, oprire a creșterii, rahitism, diaree cronică recidivantă etc.
- celialgie - durere abdominală; sinonim: celiodinie.
- celiodinie - vezi celialgie.
- celiomialgie - durere a mușchilor abdominali (sinonim celiomiodinie).
- celiomiodinie - vezi celiomialgie.
- celiopatie - nume generic pentru afecțiunile abdominale.
- celiopioză - prezența puroiului în cavitatea abdominală.
- celulită (estetică) - modificare a pielii, ca urmare a acumulării de grăsime subcutanată, în stadiile avansate pielea având aspectul de "coajă de portocală".
- celulită infecțioasă - inflamație a țesutului adipos subcutanat sau subperitoneal.
- cementită - inflamație cronică a cementului dentar.
- cementoclazie - proces de distrugere a cementului dentar.
- cerebelită - tip de encefalită localizată la nivelul cerebelului și manifestată prin sindrom cerebelos.
- cerebelopatie - afecțiune a cerebelului.
- cerebroragie - hemoragie cerebrală.
- cerebroscleroză - scleroză a țesutului cerebral.
- cervicalgie - durere localizată la nivel cervical.
- cervicartroză - artroză a vertebrelor cervicale.
- cervicită - inflamație acută sau cronică a colului uterin; colpită.
- cervicovaginită - inflamație a colului uterin și a mucoasei vaginale învecinate.
- cestodoză - infestație produsă de cestode.
- cetoacidoză - acidoză datorată prezenței în organism a acizilor cetonici, tulburare întâlnită în diabet.
- cetonemie - prezența cetonelor în sânge.
- cetoză - acumulare sangvină de corpi cetonici.
- cheilalgie - durere localizată la nivelul buzelor.
- cheilită - inflamație a buzelor apărută în eczeme, micoze, avitaminoze etc.
- cheiloză - cheilită cu evoluție cronică.
- cheiralgie - sindrom caracterizat prin dureri ale mâinilor.
- cheiromegalie - hipertrofie a degetelor și a mâinilor.
- cheiropodalgie - durere în extremitățile mâinilor și ale picioarelor.
- cheirospasm - mișcare convulsivă a mâinii.
- chelie - vezi alopecie.
- cheloid - tumoare a pielii, cu aspect fibros, alungit, apărută de obicei pe locul unei cicatrice.
- chemotic - de natura chemozisului; care se datorește unui chemozis.
- chemozis - leziune oculară acută, de obicei de natură inflamatorie, care constă în infiltrarea edematoasă a conjunctivei, ce formează un burelet circular în jurul corneei.
- cheratalgie - (scris și keratalgie) durere a corneei.
- cheratectazie - (scris și keratectazie) deplasare în afară a țesutului cornean, cu aspect de ciorchine, din cauza unei subțieri patologice a acestuia, de natură distrofică sau cicatricială.
- cheratinizare:

- îngroșare a stratului cornos al pielii, care apare în unele boli de piele;
- modificare patologică a unei mucoase care se infiltrează cu cheratină.
- cheratită (scris și keratită) - (denumire generică pentru) orice inflamație acută sau cronică a corneei, care se manifestă prin modificarea aspectului acesteia, prin dureri, fotofobie etc.
- cheratocel - hernie a membranei posterioare a corneei.
- cheratocon - deformație conică a polului anterior al corneei, care este însoțită de o scădere accentuată a vederii din cauza modificării refracției.
- cheratoconjunctivită - (scris și keratoconjunctivită) inflamație a corneei și a conjunctivei.
- cheratodermie - hiperplazie a stratului cornos, care cuprinde o anumită zonă, mai ales palmară sau plantară; vezi și cheratom.
- cheratogen - care produce inflamația corneei.
- cheratom - denumire generică pentru leziuni keratinizate, frecvent circumscrise, localizate pe piele; vezi și cheratodermie.
- cheratomegalie - anomalie congenitală caracterizată prin dimensiunea excesivă a corneei.
- cheratomicoză - afecțiune a corneei cauzată de o ciupercă patogenă.
- cheratorexie - ruptură a corneei.
- cheratoză - dezvoltare accentuată a stratului cornos al epidermei.
- cherubism - boală caracterizată prin displazia fibroasă a maxilarului inferior, care dă feței unui copil aspectul bucălat de înger.
- chiasmatic, sindrom ~ - sindrom care constă în îngustarea câmpului vizual, în diminuarea vederii și în atrofia nervilor optici.
- chilocel - acumulare de chil în tunica vaginală.
- chilotorax - revărsare de chil în cavitatea pleurală, ca urmare a ruperii unui vas limfatic al toracelui.
- chilurie - prezență în urină a chilului.
- chiragră - (termen învechit) afecțiune de origine gutoasă, localizată la mâini.
- chiralgie - sensibilitate a mâinii la presiune.
- chirobrahialgie - durere localizată la mâini și la umăr.
- chist - tumoare benignă de forma unui sac, căptușit cu un epiteliu, care conține o substanță lichidă, moale, mai rar solidă, iar uneori gaz; vezi și cistofor.
- chistadenom - vezi adenochistom.
- chistom - tumoare benignă de origine glandulară.
- choree - vezi coree.
- cianhidroză - transpirație de culoare albastră.
- cianodermie - colorare în albastru a pielii.
- cianoză - colorație albastră-violacee a pielii și a mucoaselor, temporară sau permanentă, din cauza unei insuficiente oxigenări a sângelui.
- cianopsie - defect de vedere, în care obiectele sau suprafețele albe sînt percepute fals ca având culoarea albastră.
- cianurie - eliminare de urină de culoare albastră.
- ciclocefalie - malformație congenitală, care constă în lipsa totală sau parțială a organelor olfactive și în situarea ochilor, uniți, într-o singură orbită.
- ciclomastopatie - sindrom periodic caracterizat prin tumefacția dureroasă a sânilor, în urma creșterii foliculinei în timpul ciclului menstrual.
- ciclopie - malformație congenitală, caracterizată prin dezvoltarea unui singur glob ocular sau prin fuzionarea celor două orbite oculare.
- cifoscolioză - curbare anormală dublă a coloanei vertebrale, a cărei convexitate este situată, deopotrivă, posterior și lateral.
- cifoză - deformare patologică a coloanei vertebrale, care constă în curbarea antero-posterioară a acesteia cu convexitatea către partea posterioară.
- cilindrocefalie - alungire a craniului în formă de cilindru.
- cilindrom:

- tumoare epitelială malignă, care prezintă la suprafață mici cavități rotunjite, cu conținut mucos sau hialin;
- tumoare benignă a țesuturilor epiteliale cu celule cilindroide.
- cilindrurie - prezență în urină de cilindri urinari în cazul afecțiunilor renale.
- ciloză - tremur convulsiv cronic al pleoapei superioare.
- cimbocefalie - deformație a craniului care prezintă o scobitură adâncă înapoia bregmei.
- cinorexie - foame puternică, manifestată mai ales ca simptom al unor boli digestive.
- circinat - (despre leziuni ale pielii) grupat astfel încît desenează fragmente de cerc și al cărei centru are un aspect mai apropiat de pielea normală.
- cirogen - care determină un proces de ciroză hepatică.
- cistalgie - tulburare funcțională dureroasă a vezicii urinare.
- cistectazie - dilatație patologică a vezicii urinare.
- cistelcoză - ulcerație a vezicii urinare.
- cistencefal - monstru caracterizat prin aspectul vezicular al encefalului.
- cistocel -  hernie a vezicii urinare.
- cistodinie - durere reumatismală a vezicii urinare.
- cistoenterocel - hernie a vezicii urinare, însoțită de o ansă intestinală, printr-un orificiu natural sau patologic.
- cistoenteroepiplocel - hernie a vezicii urinare, a intestinului și a epiplonului prin același orificiu natural sau patologic.
- cistoepiplocel - hernie a vezicii urinare, însoțită de epiploon.
- cistofor - care conține un chist.
- cistoftizie - tuberculoză a vezicii urinare.
- cistohernie - congestie vezicală; aflux excesiv de sânge la nivelul vezicii urinare.
- cistomerocel - hernie a vezicii urinare prin inelul femural.
- cistopatie - afecțiune a vezicii urinare.
- cistoplegie - paralizie a vezicii urinare.
- cistoragie - hemoragie vezicală.
- cistoree:

- inflamație a vezicii urinare;
- scurgere din interiorul pereților vezicali.
- cistorexie - ruptură a pereților vezicii urinare.
- cistoscleroză - sclerozarea vezicii urinare.
- citemie - invadare a sângelui periferic de elemente ale proceselor tumorale.
- citraturie -  prezența citraților în urină.
- citremie - prezența citraților în sânge.
- ciumă bubonică - vezi pestă.
- clinic - adjectiv referitor la boli sau la manifestarea acestora și care descrie o situație în care boala se manifestă prin simptome evidente și observabile, care pot fi detectate și diagnosticate de către medic prin evaluare fizică, teste sau investigații medicale; vezi și latență.
- cloranemie - anemie care prezintă caracterele clorozei.
- cloropsie - tulburarea vederii în care obiectele privite apar colorate în verde.
- clorurie - prezență a clorurilor în urină.
- cloroză - formă de anemie caracterizată prin micșorarea cantității de hemoglobină din sânge și o colorație galbenă-verzuie a pielii; vezi și cloranemie.
- coagulopatie - denumire generică pentru sindroamele hemoragice datorate tulburărilor de coagulare a sângelui.
- coajă - crusta unei răni care începe să se cicatrizeze.
- cocainism - intoxicație acută cu cocaină.
- coccigodinie (sau coccigalgie) - durere la nivelul coccisului, care apare, mai ales în timpul sarcinilor și al afecțiunilor uterine.
- coccidióză - boală parazită a tubului digestiv provocată de coccidii.
- cocoașă - deformație patologică a trunchiului unui om, care constă într-o curbură (posterioară, anterioară sau laterală) a coloanei vertebrale, a coastelor sau a sternului.
- cofoză - vezi anacuzie.
- colangită - vezi angiocolită.
- colaps - stare de boală care apare brusc, caracterizată prin insuficiență circulatorie periferică, pierderea oricărei forțe, scăderea bruscă a tensiunii arteriale, puls rapid și foarte slab.
- colita ulcerativă - afecțiune inflamatorie cronică a colonului și a rectului, care se caracterizează prin inflamație și ulcerații la nivelul mucoasei intestinale și are simptome ca: diaree persistentă (uneori cu sânge), dureri abdominale, nevoia urgentă de a defeca, oboseală și scădere în greutate.
- colpită - vezi cervicită.
- comă - stare patologică asemănătoare unui somn profund, din care bolnavul nu poate fi trezit (vezi și agonie).
- complicație - stare patologică nouă (agravantă) care apare în cursul evoluției unei boli.
- condrodisplazie - anomalie congenitală, caracterizată prin scurtarea și îngroșarea considerabilă a extremităților.
- condrodistrofie - vezi acondroplazie.
- contagiune - transmitere a unei boli (contagioase) prin contact direct sau printr-un agent intermediar; sinonim: contaminare.
- contaminare - vezi contagiune.
- convulsie - vezi spasm.
- coree - boală de nervi, frecventă mai ales la tineri, caracterizată prin mișcări musculare involuntare continue și neregulate ale diverselor segmente corporale; scris și choree.
- craniopagi - monștri gemelari dubli, reuniți prin extremitățile cefalice.
- craniostenoză - malformație congenitală a craniului, care se datorează unei sinostoze a oaselor capului.
- criză - agravarea bruscă a unei boli cronice.

## D
- dacriocistită - inflamția canalului și sacului lacrimal, însoțită adesea de inflamația canalului nazal.
- dalac - vezi antrax.
- daltonism - tulburare de vedere care constă în imposibilitatea perceperii unei anumite culori (vezi și acromatopsie).
- debilitate - stare de slăbiciune a unui organism, însoțită de rezistență scăzută (la efort fizic sau) la îmbolnăviri; boală cronică, manifestată prin slăbiciune.
- debilitate congenitală - stare a nou-născutului constând în adaptarea dificilă la viața extrauterină.
- decalcificare - demineralizare a țesutului osos, urmată de scăderea rezistenței oaselor și întâlnită în rahitism, osteoporoză și în unele boli endocrine.
- decompensare - manifestare clinică a unei leziuni organice datorită epuizării sau depășirii resurselor funcționale ale organului respectiv.
- deficiență de vedere - afecțiune care poate afecta capacitatea unei persoane de a vedea clar sau complet, cauzată de mai multe condiții, inclusiv anomalii genetice, leziuni, boli oculare sau probleme în transmiterea semnalelor între ochi și creier.
- degerături - leziuni ale țesuturilor cauzate de expunerea prelungită la temperaturi scăzute, care determină înghețarea celulelor și afectarea circulației sângelui în zonele expuse.
- demența cu corpi Lewy - formă de demență care se caracterizează prin prezența unor corpi Lewy⁠(d) în neuronii creierului.
- denudație - stare a unui dinte sau a unui os dezvelit, descoperit.
- deuteranopie - vezi acloropsie.
- deviație de sept - deformare a peretelui despărțitor al cavităților nazale, cu obturarea mai mult sau mai puțin pronunțată a căilor aeriene superioare.
- diastază - despărțire a două oase articulate în urma unui șoc, a unui efort brusc etc.
- diateză - predispoziție a organismului la anumite boli (de exemplu, diateza hemoragică - pentru coagulopatii - sau diateza atopică - pentru bolile alergice).
- difterie faringiană - vezi angină difterică.
- dischinezie:

- proces patologic caracterizat prin alterarea mecanismului de reglare a activității motorii a organelor contractile;
- greutate în mișcări a unei persoane sau la mișcarea unui organ, paralizie incompletă.
- dischinezie biliară - încetinire a secreției biliare.
- diseminare - răspândire în organismul unei ființe a agenților patogeni ai unei boli.
- dispareunie - dureri violente în timpul contactului sexual, la femei; vezi și apareunie.
- dispnee - dificultatea sau senzația de disconfort la respirație; se manifestă printr-o respirație dificilă, accelerată sau superficială, care poate fi percepută de persoană ca un efort deosebit de a inhala sau expira aer.
- diverticulită - inflamația dilatațiilor saculare de la nivelul colonului, denumite diverticuli.
- drepanocitoză - vezi anemie falciformă.
- dublă pneumonie - pneumonie care afectează ambii plămâni.
- durere dentară - durere care apare la nivelul dinților sau a structurilor de susținere ale acestora, cauzată de diverse patologii dentare.

## E
- Ebola (boala virală ~) - febră hemoragică cauzată de Ebolavirus, care, la om, are o rată de mortalitate de 90%.
- echimoză - pată care se formează pe piele în urma unei lovituri (sinonim: vânătaie).
- echinism - deformație congenitală sau dobândită la nivelul labei piciorului, când individul calcă numai pe vârful degetelor.
- echinococoză - boală parazitară, comună omului și animalelor, produsă de Echinococcus granulosus (vezi și hidatidoză).
- ectazie cavernoasă comunicantă - vezi Caroli, boala ~.
- ectopie - vezi heterotopie.
- edem malign - vezi gangrenă gazoasă.
- embolie - obstrucționare bruscă, de obicei cu un cheag de sânge, a unui vas sangvin sau limfatic.
- encefalită - boală cauzată de inflamarea acută sau cronică a encefalului.
  - encefalită letargică - boală infecțioasă gravă transmisibilă prin înțepătura muștei țețe; altă denumire: boala somnului.
- encefalocel - hernie a encefalului; vezi și cefalocel.
- encefalocistomeningocel - varietate de encefalocel în care există o cantitate de lichid între meninge și porțiunea de creier herniat.
- encefalomalacie - înmuiere patologică a creierului.
- encefalomielită diseminată - vezi scleroză multiplă.
- eozinofilie - creștere excesivă a numărului de granulații eozinofile din sânge, întâlnită în unele alergii sau boli parazitare.
- epiteliom bazocelular - vezi carcinom bazocelular.
- erizipel - boală infecțioasă și contagioasă datorită unui streptococ, care se manifestă prin inflamarea și înroșirea unei porțiuni delimitate a pielii, localizată cel mai adesea la față și la membre; denumire populară: brâncă.
- erupție - semn caracteristic în unele boli infecțioase (scarlatină, rujeolă, rubeolă, febră tifoidă etc.) și în intoxicații, constând în apariția de pete, plăci de urticarie, vezicule, pustule pe piele, mucoase.
- escară - leziune a pielii și țesuturilor subiacente cauzată de presiunea prelungită asupra unei zone a corpului, frecvent întâlnită la pacienții imobilizați; sinonim: ulcer de presiune.
- esofagită - inflamație a esofagului, care poate fi cauzată de mai mulți factori, inclusiv refluxul acid, infecții, anumite medicamente sau alergii; se manifestă prin dificultate la inghițire, arsuri în piept și greață.
- etilism- vezi alcoolism.
- eventrație - ieșire sub piele a viscerelor învelite în sacul peritoneal, care apare în urma unui traumatism.
- excavație - cavitate patologică formată într-un organ (de exemplu plămân) pe locul unei leziuni degenerative; este tipică pentru tuberculoza pulmonară.
- excrescență - protuberanță cu aspect tumoral pe suprafața pielii sau a unui organ; vezi și: nodul, tubercul, vegetație.

## F
- facies - aspect caracteristic al feței în cursul unei boli sau într-o stare emotivă; fizionomia bolnavului.
- facies cadaveric - aspect al feței, caracterizat prin slăbire accentuată, învinețirea buzelor, fixitatea privirii și întâlnit în bolile cu evoluție malignă, în faza terminală.
- factori de risc - caracteristici, comportament, expunere sau condiții care cresc probabilitatea ca o persoană să dezvolte o anumită boală; nu sunt cauze directe ale bolii, ci mai degrabă aspecte care contribuie la o susceptibilitate crescută pentru afecțiunea respectivă.
- factori epidemiologici - elemente cauzale, principale sau adjuvante, care stau la baza procesului de apariție și de răspândire a unei boli.
- faringită - inflamația faringelui, care constă în febră, dureri în gât, greutate la înghițire.
- fasciita plantară - afecțiune a piciorului care afectează țesutul conjunctiv (fascia) care rulează sub talpă și care poate cauza durere și disconfort la nivelul tălpii, în special în zona de bază a degetului mare de la picior.
- favism - afecțiune genetică și metabolică caracterizată printr-o sensibilitate severă la consumul de alimente ce conțin fava (bob), precum și la anumite substanțe medicamentoase sau chimice.
- favus - boală de piele produsă de ciuperca Achorion schoenleini, care se localizează în special pe pielea capului, ducând la căderea părului.
- fază - fiecare dintre stările succesive în evoluția bolilor periodice, îndeosebi psihiatrice.
- febră:

- temperatură corporală ridicată, simptom care constituie reacția organismului la un agent infecțios, toxic etc.;
- denumire a unor boli caracterizate prin creșterea temperaturii.
- febră butonoasă - boală infecțioasă care se manifestă prin febră, erupție, dureri articulare, tulburări gastointestinale etc.
- febră de Malta - vezi bruceloză.
- febră galbenă - boală infecto-contagioasă virotică, caracterizată prin febră, tulburări nervoase, icter, albuminurie etc.
- febră hectică - formă de febră întâlnită în tuberculoza pulmonară avansată, caracterizat prin oscilații zilnice mari de temperatură, prin transpirații abundente, frisoane și prin slăbirea organismului.
- febră ondulantă - vezi bruceloză.
- febră Pappataci - (sau febră de trei zile) boală infecțioasă epidemică de natură virotică, caracterizată prin febră de scurtă durată, astenie, dureri de cap, dureri oculare, musculare etc.; se transmite prin insecta Phlebotomus papatasi.
- febră puerperală - stare septică întâlnită la lăuze, datorită pătrunderii în organism, la nivelul plăgii uterine, a unor germeni microbieni (stafilococi, streptococi etc.).
- febră recurentă  -boală infecțioasă acută, caracterizată prin alternanța perioadelor febrile cu perioade afebrile, prin tulburări digestive, hemoragice, meningeale, nervoase, articulare etc.; se datorește unui spirochet și se transmite la om prin păduchi, căpușe etc.
- febră tifoidă - boală infecto-contagioasă epidemică produsă de bacilul tific și caracterizată prin febră continuă, erupție caracteristică, splină mărită, tulburări nervoase și o serie de tulburări digestive (mai ales diaree).
- febre eruptive - grup de boli infecto-contagioase epidemice care se manifestă prin erupție pe piele sau pe mucoase și evoluție ciclică (exemple: scarlatina, varicela, rujeola, rubeola, vaccina).
- fibrilație atrială - tip de aritmie cardiacă la care atriile⁠(d) se contractă neregulat și ineficient, cu simptome ca: palpitații, amețeli⁠(d), oboseală⁠(d), dispnee, dureri în piept; vezi și flutter atrial⁠(d).
- fibroadenom - vezi adenofibrom.
- fibrodisplazia osificantă progresivă - boală rară caracterizată prin transformarea progresivă a țesutului muscular și a altor țesuturi moi în os, ceea ce conduce la restricții severe ale mobilității și la dizabilități; altă denumire: boala Münchmeyer.
- fibrom - tumoare benignă formată mai ales în țesutul conjunctiv fibros și localizată de obicei la sân, la uter și la intestin.
- Fields, boala ~ - boală rară care afectează în mod grav sistemul nervos central și muscular, fiind o afecțiune neurodegenerativă complexă; provoacă progresiv atrofie musculară și tulburări severe ale funcțiilor motorii, ceea ce duce la pierderea mobilității și alte complicații grave.
- fisură - șanț, adâncitură sau crăpătură, normală sau patologică, situată pe suprafața unui organ; exemple: fisură anală, fisura ficatului.
- fiziopatologie - ramură a patologiei care se ocupă cu studiul fiziologiei organismului în timpul bolii.
- flictenă - veziculă a pielii apărută prin acumularea în epidermă a unei serozități transparente (cum ar fi în cazul unei arsuri ușoare).
- florid - (despre unele boli) foarte activ, în primă evoluție (exemplu: erupția floridă în sifilis sau în scarlatină).
- flutter atrial⁠(d) (sau auricular) - dereglare a ritmului cardiac ce afectează auriculele, caracterizată prin contracții regulate și coordonate de o frecvență ridicată, prezent în cazul unei cardiopatii sau izolat (idiopatic), manifestându-se prin senzații de palpitații, fiind uneori asimptomatic; vezi și fibrilație atrială.
- fosfoacidoză - acidoză minerală determinată de creșterea fosfaților minerali și a esterilor fosfatici și care poate surveni în boli de rinichi.
- fractură - leziune constând în ruperea unui os sau a unui membru.

## G
- galop - ritm anormal al bătăilor inimii, care este cauzat de insuficiența funcțională a ventriculului stâng.
- gangrenă - mortificare a unor țesuturi sau organe datorită suprimării circulației arteriale (gangrenă uscată) sau a celei venoase (gangrenă umedă).
- gangrenă gazoasă - boală toxiinfecțioasă gravă, datorată pătrunderii în organism a unor microbi anaerobi (Clostridium perfrigens, Vibrionum septicum), caracterizată prin tumefierea țesuturilor bolnave (sinonim: edem malign).
- gastrită - inflamație a mucoasei stomacului datorită unei intoxicații (alcool, tutun, substanțe caustice), abateri de la alimentația normală și care se manifestă prin balonări abdominale, senzație de greutate în regiunea stomacului, grețuri, vărsături.
- gastroenterită - inflamație acută sau cronică a stomacului și intestinului subțire; se manifestă prin diaree, dureri abdominale, astenie, pierdere în greutate.
- gălbinare - vezi icter.
- giardiază - vezi lambliază.
- ginecomastie - dezvoltare exagerată a glandelor mamare masculine, din cauze ca: dezechilibre hormonale, obezitate, consumul excesiv de alcool sau anumite medicamente.
- glaucom infantil - vezi buftalmie.
- gonoree - vezi blenoragie.
- granulom:

- mică tumoare inflamatorie cronică, de formă nodulară, circumscrisă, de dimensiuni reduse, apărută în urma acumulării unui număr variat de celule fagocite mari;
- țesut inflamat care apare la rădăcina unui dinte în urma unui abces cronic.

## H
- helmintiază - nume generic dat bolilor provocate de viermi intestinali, exemple: ascaridioza, teniaza, botriocefaloza (sinonim: verminoză).
- hemangiom - tumoare benignă, constituită dintr-o aglomerare de vase sanguine mici, nou formate; se prezintă ca o pată roșie-violacee pe mână, față, buze etc.
- hemartroză - acumulare de sânge la nivelul uni articulații, datorită unei fracturi sau entorse, unei boli de sânge etc.
- hematom - aglomerare de sânge închistat într-o cavitate naturală sau sub piele, de o hemoragie.

- hematom auricular - vezi othematom.

- hematoporfirinemie - prezența în sânge a hematoporfirinei.
- hematoporfirinurie - prezența în urină a hematoporfirinei.
- hemeralopie - slăbire sau pierdere a vederii în condiții de iluminare redusă, datorită absenței vitaminei A; sinonim: cecitate diurnă; vezi și nictalopie.
- hemosideroză - boală caracterizată prin depunerea hemosiderinei în țesuturi.
- hernie - umflătură formată prin ieșirea totală sau parțială a unui organ din cavitatea sa naturală printr-un orificiu natural sau artificial, de exemplu ieșire a intestinului subțire din peritoneu; denumiri populare: surpătură, boșorogeală, boșíre.
- hernie de disc - ieșire a nucleului cartilaginos din discul intervertebral.
- hernie inghino-pubiană - vezi bubonocel.
- herpes - infecție virală cauzată de virusurile herpes simplex (HSV) și care poate fi de două tipuri: HSV-1 (asociat cu leziunile bucale, cum ar fi febra sau herpesul bucal, HSV-2 (asociat cu leziunile genitale, fiind principalul cauzator al herpesului genital).

- herpes genital - infecție cu transmitere sexuală, cauzată de virusul herpes simplex și care se manifestă prin apariția de vezicule dureroase sau ulcerații în zona genitală, mâncărime, arsuri și uneori dureri în timpul urinării.

- heterotopie - deplasare sau poziție anormală (congenitală) a unui organ; sinonim: ectopie.
- hidrocefalie - boală manifestată printr-o acumulare excesivă de lichid cefalorahidian în membranele creierului.
- hidrocel testicular - acumulare seroasă în tunica vaginală a testiculului.
- hidrocenoză - evacuare apoasă a fecalelor.
- hidrocolecist - dilatare a veziculei biliare prin acumulări de lichid seros.
- hidroftalmie - vezi buftalmie.
- hidrohemartroză - revărsare de lichid serohematic în cavitatea articulară.
- hidrohematoree - pierdere seroasă sau serohematică.
- hidrohernie - infiltrare a țesutului conjunctiv cu lichide și reducere a depozitului adipos subcutanat.
- hidrometrie - acumulare de lichid seros în cavitatea uterină.
- hidropizie abdominală - vezi ascită.
- hidroree - scurgere cronică a unui lichid apos dintr-o mucoasă inflamată.
- hiperaciditate gastrică - tulburare funcțională a stomacului, caracterizată prin creșterea acidității sucului gastric; este frecventă în ulcerul duodenal, în unele forme de gastrită etc.
- hiperplazie - creștere excesivă a unui țesut, datorită înmulțirii rapide a celulelor.
- hipertensiune arterială - creșterea de durata a valorilor tensiunii arteriale sistolice și/sau diastolice.
- hipertiroidism (sau hipertiroidie) - boală endocrină care se datorește secreției excesive a hormonilor tiroidieni și care se manifestă prin creșterea glandei tiroide, slăbire, ridicarea metabolismului bazal etc.
- hipertricoză - vezi hirsutism.
- hipertrofie - dezvoltare excesivă a volumului unui organ sau al unui țesut fără înmulțirea celulelor acestuia, datorită unei funcții nutritive exagerate ori din cauza unui proces patologic.
- hipoacuzie - diminuare a sensibilității auditive desemnând toate formele de scădere a auzului, începând cu cele discrete și mergând până la cele severe.
- hipocapnie - vezi acapnie.
- hiponatremie - afecțiune caracterizată printr-un nivel anormal de scăzut al sodiului în sânge.
- hipoxie - vezi anoxie.
- hipsocefalie - vezi acrocefalie.
- hirsutism - creștere anormală de păr pe față, pe corp și pe membre, în special la femei, datorită unor tulburări endocrine; sinonim: hipertricoză.

## I
- icter - sindrom caracterizat prin colorația galbenă a pielii și a mucoaselor, provocate de impregnarea acestora cu pigmenți biliari (bilirubină) (denumire populară: gălbinare).
- idiosincrasie - manifestare patologică caracterizată prin intoleranța față de o substanță chimică, de un medicament sau aliment; se manifestă clinic prin urticarie (vezi și alergie).
- ihtioză - boală de piele caracterizată prin uscarea și descuamarea tegumentelor, care se desfac în șuvițe, în formă de lamele sau solzi de pește (exemplu ihtioza fetală).
- inaniție - stare patologică a organismului cauzată de lipsa cronică de hrană, manifestată prin slăbiciune extremă, scădere a forței fizice, amețeli.
- inapetență - vezi anorexie.
- infantilism - anomalie în dezvoltarea corporală și psihică, caracterizată prin persistența, la vârsta adultă, a unor trăsături morfologice și funcționale specifice copilăriei.
- infarct - boală care constă în distrugerea unui organ sau a unei părți dintr-un organ ca urmare a obstrucționării unei artere sau a unei vene terminale.

- infarct cerebral - vezi accident vascular cerebral.
- infarct miocardic - ischemie miocardică ce durează suficient de mult pentru a cauza moartea țesutului de la nivelul inimii (miocard) aprovizionat de o artera coronară obstruată (sinonim: atac de cord).
- infarct renal - afecțiune a aparatului urinar care constă în necroza ischemică a parenchimului renal, produsă prin obstrucția unui ram arterial, cauzată de un tromb sau un embol.

- infiltrat TBC - leziune incipientă a tuberculozei pulmonare, cauzată de reactivarea unor focare vechi de infecție tuberculoasă sau de apariția unei noi infecții.
- infiltrație:

- pătrundere și localizare a unui agent vătămător într-o celulă, într-un țesut sau într-un organ; boală provocată de acest agent;
-  pătrundere a unui lichid (sânge, serozitate) într-un țesut sau organ.
- insuficiență - stare de funcționare anormală a unui organ.
- insuficiență cardiacă - incapacitatea cordului (miocardului) de a asigura un debit sanguin adecvat necesităților organismului.
- insuficiență coronariană - disfuncție a arterelor coronare ce duce la micșorarea cantității de sânge oxigenat corespunzător necesităților inimii.
- insuficiență mitrală - defect de închidere a valvulei mitrale în sistolă; conduce la un reflux de sânge din ventricul în auriculul stâng, urmare a  unui reumatism articular acut, unui prolaps valvular mitral.
- insuficiență renală acută - vezi leziune renală acută.
- insuficiență suprarenală primară - vezi Addison, boala ~.
- intoxicație alcoolică cronică - vezi alcoolism.
- intoxicație cu apă - afecțiune rară care apare atunci când o persoană consumă o cantitate excesivă de apă într-un interval scurt de timp; aceasta poate duce la scăderea anormală a concentrației de sodiu din sânge, ceea ce afectează echilibrul electrolitic și funcționarea normală a celulelor.
- invazie - stadiu în evoluția ciclică a unei boli infecțioase, care durează de la apariția primelor semne de boală până la instalarea fenomenelor clinice caracteristice.
- inversiune -  așezare a organelor într-o poziție inversă față de cea normală.
- ischemie cerebrală - vezi accident vascular cerebral.
- ischemie miocardică - obstrucție a arterelor coronare care determina un flux de sânge și oxigen insuficient la mușchiul cardiac (vezi și infarct miocardic).
- ischemie silențioasă - ischemie miocardică ce nu cauzează simptome.

## J
- Jansky–Bielschowsky, sindrom ~ - afecțiune genetică autozomală recesivă extrem de rară, care face parte din familia tulburărilor neuronale degenerative ceroide (NDC) și datorată unei mutații genetice.
- jejunită - inflamație a jejunului, care se manifestă prin dureri abdominale, tulburări digestive, pierdere în greutate etc.

## K
- Kafmann, boala ~ - vezi acondroplazie.
- kala-azár - boală parazitară endemică, produsă de Leishmania donovani și care se poate transmite de la câine la om prin insecta flebotom.
- keratalgie - vezi cheratalgie.
- keratectazie - vezi cheratectazie.
- keratită - vezi cheratită.
- keratoconjunctivită - vezi cheratoconjunctivită.
- Kleine-Levin, sindromul ~ - tulburare a somnului rară, caracterizată prin hipersomnie episodică persistentă și modificări cognitive sau de dispoziție.

## L
- labirintită - formă de otită internă, care constă în inflamația labirintului și se manifestă prin tulburări de auz până la surditate.
- lactoacidoză - acidoză determinată de prezența în organism a acidului lactic, care poate avea loc în cazul oboselii musculare.
- lacună - cavitate mică apărută într-un organ în urma distrugerii și resorbției unei porțiuni a țesutului acesteia.
- lacună cerebrală - cavitate formată în țesutul cerebral în urma resorbției unui focar de degenerescență; se întâlnește în special la vârste avansate.
- lambliază - parazitoză datorată prezenței în organism a lambliei; se manifestă prin diaree, scădere în greutate, astenie, fenomene de colecistită (sinonim: giardiază).
- laringită - inflamație a laringelui și care se manifestă prin senzație de uscăciune și înțepături în gât, prin dureri la înghițire, răgușeală, tuse, greutate în respirație etc.
- latență - perioada de timp în care o boală este prezentă în organism, dar nu manifestă simptome vizibile și în care agenții patogeni pot fi activi, dar boala nu se manifestă clinic; vezi și: boală cronică, staționar, progresiv.
- latirism - intoxicație provocată de consumarea boabelor de latir (Lathyris sativus) și care se manifestă prin paralizia spastică a membrelor inferioare, dificultatea de a merge, incontinență urinară.
- leiomiom - tumoră benignă alcătuită din țesut muscular neted, care apare mai ales în uter.
- leptospiroză - boală infecțioasă, comună animalelor și omului, provocată de leptospiră și care se manifestă prin febră, icter etc.
- leziune - modificare patologică a structurii și a activității unui țesut sau a unui organ, provocată de agenți mecanici, fizici, chimici, infecțioși sau tumorali; sinonime: plagă, rană; vezi și bubă.

- leziune medulară⁠(d) - traumatism al măduvei spinării, care poate fi provocată de: accidente rutiere, căderi, sporturi, infecții, inflamații, tumori sau boli degenerative și care poate afecta grav capacitatea de a mișca membrele, de a simți anumite senzații și chiar de a controla funcțiile autonome ale organismului (respirație, funcții digestive, circulatorii etc.).
- leziune renală acută -  pierdere bruscă a funcției renale, care se dezvoltă în decurs de 7 zile; altă denumire: insuficiență renală acută.

- limfadenie - vezi adenie.
- limfadenită - vezi adenită.
- lipofibrom - vezi adipofibrom.
- lipom - vezi adipom.
- litiază - vezi calculoză.
- Loeys–Dietz, sindrom ~ - tulburare genetică autosomală dominantă a țesutului conjunctiv, având caracteristici similare cu sindromul Marfan și sindromul Ehlers-Danlos.

## M
- macrocefalie - malformație congenitală caracterizată prin creșterea exagerată a dimensiunilor capului.
- maladie - vezi boală.
- malarie - boală provocată de infecția cu hematozoarul palustru din genul Plasmodium, transmis la om de la țânțarii anofeli; se manifestă prin febră și frisoane și poate fi mortală.
- malformația Arnold-Chiari - malformație cerebrală care constă în deplasarea în jos a amigdalelor cerebeloase prin foramen magnum.
- malformație - anomalie morfologică congenitală a unui organ, aparat sau sistem sau a corpului în totalitatea lui.
- malign - (despre o boală, un proces patologic) cu evoluție spre agravare și, în unele cazuri, spre moarte (exemplu: tumoare malignă).
- masculinizare - apariție sau dezvoltare a caracterelor sexuale bărbătești la o persoană de sex feminin ca urmare a unor tulburări în biosinteza hormonilor cortico-suprarenali sau ovarieni.
- Meacham, sindromul ~ - boală genetică rară, caracterizată printr-o combinație de anomalii congenitale⁠(d) care afectează diafragma, aparatul reproducător și inima.[1]
- meningocel - hernie a meningelor cauzată de un defect al craniului sau al coloanei vertebrale; vezi și cefalocel.
- meteorism (sau meteorizație) - simptom caracterizat prin mărirea volumului abdomenului provocată de acumularea de gaze în stomac sau în intestin; altă denumire: balonare.
- meteoropatologie - ramură a medicinei care se ocupă cu studiul stărilor patologice provocate de unii factori meteorologici.
- mezocardie - deplasare patologică a inimii către mijloc.
- mialgie epidemică - vezi pleurodinie contagioasă.
- micromelie - vezi brahimelie.
- mielom - boală malignă având originea în măduva osoasă, caracterizată prin apariția unor tumori pe oasele late.
- Minamata, boala ~ - sindrom ce se manifestă în special în sfera neurologică, observat la victimele accidentului ecologic de la Minamata.
- mioblastom granulos - vezi Abrikosov, tumoră ~.
- miocardiopatie - vezi cardiomegalie.
- miocardită - inflamație a miocardului (mușchiul cardiac).
- monilioză - vezi candidoză.
- mononucleoză infecțioasă - vezi adenolimfoidită.
- monorhidie - malformație genitală, constând în prezența unui singur testicul.
- monstru - ființă care se naște cu mari anomalii fizice.
- mont - proeminență patologică a unui os, a unei articulații.
- Münchmeyer, boala ~ - vezi fibrodisplazia osificantă progresivă.

## N
- nanism - anomalie caracterizată prin creștere insuficientă în înălțime, ca urmare a unei tulburări endocrine, nervoase sau neuroendocrine, cardiace, renale, digestive etc.
- nanism hiperhipofizar - nanism datorat hipersecreției hormonilor gonadotropi ai hipofizei, care determină osificarea precoce a cartilajelor de unire a oaselor lungi și oprirea în creștere.
- nanism hipofizar - nanism de natură endocrină, datorat insuficienței de secreție a lobului anterior al hipofizei.
- năduf - vezi astm.
- necroză - moarte a unei porțiuni dintr-un țesut provocată de întrerupere a circulației sanguine, coroziune, arsură, tuberculoză etc.
- nefrită - boală inflamatorie a glomerulilor renali (glomerulonefrită) sau a țesutului interstițial renal (nefrită interstițială) și care se manifestă prin tulburări urinare și evoluție spre nefroscleroză și insuficiență renală.
- neoartroză - articulație nou creată între două extremități osoase sau prin artroplastie într-o anchiloză osoasă.
- neocitemie - apariție a neocitelor în sânge.
- neoplasm - formă de cancer caracterizată prin invazia țesuturilor învecinate, recidivă după o intervenție chirurgicală.
- neoplazie endocriniană multiplă - boala ereditară ce se caracterizeaza printr-o funcționare anormal de crescută a mai multor glande endocrine afectate de o hiperplazie, un adenom sau un carcinom; sinonim: adenomatoză multiendocriniană.
- nev - vezi aluniță.
- nictalopie - tulburare de vedere care constă în incapacitatea de a vedea la întuneric sau la lumină foarte slabă; sinonim: cecitate nocturnă, vezi și hemeralopie.
- nistagmus - stare patologică manifestată prin mișcări oscilatorii ritmice ale globilor oculari în toate direcțiile, din cauza contracțiilor mușchilor ochilor.
- nișă:

- ulcerație adâncă, până la perforare, a unor organe interne (stomac, plămâni etc.).
- imagine radiologică a unui cancer gastric.
- norovirus, infecție cu ~ - otrăvire alimentară de tip contagios, datorită contaminării hranei și care se manifestă prin greață, vărsături, crampe abdominale, dureri de cap etc.

## O
- obezitate - stare anormală manifestată printr-o creștere exagerată a greutății corporale, datorită acumulării de grăsime în diferite organe și țesuturi, mai ales în țesutul subcutanat și în spațiile periviscerale.
- obliterare - vezi obstrucție.
- obnubilare - stare patologică manifestată prin amețeli, pierdere temporară a conștiinței, stare generală proastă; apare în unele boli cardiovasculare sau ale sistemului nervos.
- oboseală oculară - vezi astenopie.
- obstrucție - astupare a lumenului unui organ cu formă și cu rol de conduct, datorită unui proces sau unui agent aflat în pereții sau în cavitatea acestuia, precum și printr-o compresiune exercitată din exterior.
- ochiului uscat, sindromul ~ - afecțiune oculară caracterizată printr-o insuficiență a lacrimilor, ceea ce duce la disconfort, senzație de arsură și iritație oculară; poate fi cauzată de diverse factori, cum ar fi îmbătrânirea, condițiile de mediu, anumite boli sistemice sau utilizarea prelungită a dispozitivelor electronice.
- ocrodermie - vezi carotenodermie.
- odinofagie - termen care se referă la durerea resimțită la înghițire⁠(d); poate apărea din diverse motive, incluzând infecții ale gâtului, inflamații, leziuni ale mucoasei esofagiene sau alte afecțiuni care afectează esofagul, faringele sau gâtul.
- oftalmoplegie - paralizie a mușchilor ochiului.
- oncogen - vezi cancerigen.
- oncogeneză - vezi cancerogeneză.
- oocefal - făt teratologic cu cap în formă de ou, având partea frontală a craniului turtită.
- orbire - pierdere a vederii din cauza unor leziuni ale mediilor transparente oculare, ale retinei, ale căilor nervoase sau ale centrilor vederii; sinonim: cecitate.
- orhită - boală caracterizată prin inflamarea cordonului spermatic și a testiculelor.
- ortopnee - dispnee în care bolnavul nu poate respira decât în picioare, în poziție dreaptă.
- ortoscleroză - osificare a peretelui osos al urechii, care duce la surditate.
- osmhidroză - vezi bromhidroză.
- osteoartropatie - afecțiune a extremităților osoase ale unei articulații.
- osteoliză - distrugere patologică progresivă a țesutului osos.
- osteomielită - inflamație a osului, care poate afecta atât țesutul osos, cât și măduva osoasă și care poate avea ca simptome: durere și sensibilitate în zona afectată, umflături și roșeață, febră și frisoane, oboseală și stare generală de rău.
- othematom - colecție sero-sanguinolentă a pavilionului urechii, situată între cartilajul helixului și pericondru în partea superioară a pavilionului, provocată cel mai frecvent de un traumatism; sinonim: hematom auricular.
- otită - proces inflamator ce poate avea loc la nivelul urechii externe, medii sau interne și care provoacă dureri și disconfort.

- otită externă - inflamație a conductului auditiv extern care poate cuprinde în anumite situații și pavilionul auricular și poate fi de natură infecțioasă, eczematiformă sau seboreică.
- otită internă - inflamarea urechii interne, a labirintului urechii⁠(d) (din aceasta cauză mai este cunoscută și sub numele de labirintită) și care adesea se vindecă de la sine.

- otocefal - făt teratologic caracterizat prin unirea urechilor, absența maxilarului inferior și prin închiderea căii de acces a urechii.
- otomicoză -  infecție a canalului auditiv extern cauzată de fungi; poate afecta atât urechea externă, cât și urechea mijlocie.
- otopatie - nume generic pentru bolile aparatului auditiv.
- otoscleroză - afecțiune a urechii, caracterizată prin acoperirea timpanului cu țesut cicatriceal.
- oxicefalie - vezi acrocefalie.

## P
- pahipleurită - îngroșarea și alipirea foițelor viscerală și parietală ale pleurei, consecutivă unui proces pleural inflamator cronic.
- palpitații - senzație de bătaie mai puternică, mai rapidă sau neregulată a inimii; poate fi de natură emoțională sau poate apărea în unele boli (boala Basedow, dispepsii gastrice sau intestinale, aerofagie).
- paludism - vezi malarie.
- panarițiu - termen generic desemnând orice infecție localizată la degete.
- paralizie - stare patologică provocată de anumite leziuni ale sistemului nervos și manifestată prin incapacitatea de a face mișcări voluntare.

- paralizie infantilă - vezi poliomielită.

- paratifoză - vezi salmoneloză.
- parosmie - tulburare olfactivă care constă în percepția falsă a unui miros; vezi și cacosmie.
- Parrot, boala ~ - vezi acondroplazie.
- patocenoză -  concept epidemiologic care se referă la starea de echilibru a bolilor într-o anumită populație sau societate la un moment dat, în care interacțiunile dintre diverse boli influențează prezența și impactul acestora în mod colectiv.
- patofiziologie -  disciplină care studiază disfuncțiile organismului.
- patoforeză - proces de transmitere a bolilor.
- patogen:

- (despre microbi) capabil să producă infecții;
- care se referă la o boală.
- patogeneză - vezi patogenie.
- patogenezie - ansamblu de simptome pe care le determină un anumit remediu la un om sănătos.
- patogenie - disciplină care studiază mecanismul de apariție și dezvoltare a unei boli (sinonim: patogeneză).
- patognomie - ansamblul semnelor caracteristice unei boli.
- patogonie - știință care studiază cauzele bolilor.
- patologie:

- ramură a medicinii care tratează despre natura, cauzele și simptomele bolilor;
- ansamblu de modificări morbide care apar în țesuturile corpului în cursul unei anumite boli.
- patomorfologie - anatomie patologică.
- patoplastie - dinamică a particularităților prin care se manifestă o anumită boală la o anumită persoană.
- patopoieză - etiologie a bolilor.
- patopsihologie - psihologie patologică.
- patotip - totalitatea caracterelor patologice asemănătoare la membrii unui grup de indivizi.
- păducel - denumire populară pentru o boală de piele, caracterizată prin mâncărime pe tălpi sau între degetele picioarelor.
- pericardită - inflamație a celor două foițe ale pericardului seros.
- pestă - boală contagioasă produsă de bacilul Yersinia pestis și care se manifestă prin umflarea ganglionilor; sinonim: ciumă bubonică.
- plagiocefalie - malformație congenitală caracterizată prin dezvoltarea asimetrică a cutiei craniene.
- plagioencefalie - malformație în dezvoltarea creierului, manifestată prin dezvoltarea exagerată a polului frontal, de o parte, și a celui occipital, de partea opusă.
- pleurezie - inflamație acută sau cronică a pleurei, cauzată de o infecție cu o bacterie sau de un cancer provenind fie de la însăși pleură (mezoepiteliom), fie dintr-o altă parte a corpului, prin metastază.
- pleurodinie contagioasă - afecțiune virală, cauzată de un virus coxackie B și caracterizată prin dureri ale toracelui; sinonim: mialgie epidemică.
- pneumonie - inflamație a unui lob sau a unui segment pulmonar, provocată în mod obișnuit de pneumococ sau de virusuri și care se manifestă prin febră, tuse, junghiuri, frisoane, expectorații; denumire populară: aprindere la plămâni; vezi și dublă pneumonie.
- pneumopatie - nume generic dat tuturor afecțiunilor pulmonare.
- policefalie - afecțiune extrem de rară în care un individ se naște cu mai mult de un cap.
- poliomielită - boală infecțioasă epidemică datorată unui virus specific și care se manifestă prin febră, tulburări digestive, somnolență, dureri în mușchii membrelor și prin paralizarea membrelor inferioare, care sunt oprite din creștere; altă denumire: paralizie infantilă.
- polip:

- tumoare benignă care se formează pe unele mucoase;
- (mai ales la plural) excrescență cărnoasă care se formează uneori pe mucoasa nasului, a urechii sau a altor organe.
- porfirie - boală ereditară provocată de unele tulburări în metabolismul pigmentului sangvin, caracterizată prin producerea excesivă de porfirine, prin prezența lor în sânge și prin eliminarea lor.
- prag - valoare minimă a unui factor necesară pentru a determina apariția unui fenomen patologic.
- progresiv(ă) - (despre o boală) care se agravează treptat în timp, adică simptomele devin din ce în ce mai severe pe măsură ce boala evoluează; vezi și remisie, staționar.
- protruzie discală - bombarea exterioară a discului intervertebral, până la nivelul fibrelor periferice ale inelului fibros; durerea care apare este de tip lumbago acut, fără iradiere.
- pseudomixom peritoneal - afecțiune progresivă, caracterizată prin acumularea de mucus în cavitatea peritoneală și care se datorează de regulă unui proces tumoral care se dezvoltă în abdomen.
- ptoză palpebrală - vezi blefaroptoză.
- puseu - manifestare bruscă și puternică (însoțită de ridicarea temperaturii) a unei boli; vezi și acces.
- pustulă - colecție purulentă bine delimitată la nivelul tegumentelor, cauzată de infectarea cu germeni patogeni.

- pustulă malignă - formă de localizare pe piele a antraxului.

## R
- rabie - boală infectocontagioasă comună omului și animalelor, provocată de virusul rabic cu afinitate pentru sistemul nervos și care la om se manifestă prin cefalee, neliniște, febră, după care urmează faza de agitație motorie, cu accese de furie și se sfârșește prin paralizie și moarte (sinonim: turbare).
- rac - denumire populară pentru cancer.
- rahitism - boală metabolică generală, care se manifestă prin tulburări în metabolismul fosforului și al calciului cu repercusiuni în special asupra sistemului osos.
- rană - vezi plagă.
- Raynaud, sindromul ~ - afecțiune a vaselor sangvine cutanate care se manifestă prin contractarea acestora și reducerea fluxului de sânge la mâini și la picioare.
- rău de altitudine - tulburare trecătoare care apare în cursul ascensiunilor peste o anumită altitudine și care se manifestă prin amețeală, dureri de cap, stare de oboseală, dureri musculare, creșterea frecvenței respirației, greață.
- rău de mare - tulburare trecătoare întâlnită frecvent în cursul călătoriilor pe mare și care se manifestă prin amețeală, dureri de cap, greață, vărsături etc.
- râie - vezi scabie.
- recidivă - reapariție, revenire a unei boli după ce aceasta s-a vindecat clinic.
- remisie⁠(d)- perioadă în care simptomele unei boli scad semnificativ în intensitate sau dispar complet, fie temporar, fie pe termen lung; poate fi parțială, atunci când simptomele se reduc, dar nu dispar complet, sau completă, când simptomele dispar total, deși boala poate persista la nivel microscopic sau latent.

- remisie spontană -  îmbunătățire semnificativă sau la dispariția completă a simptomelor unei afecțiuni, adesea inexplicabilă, în absența tratamentului medical sau a intervenției terapeutice cunoscute.

- resorbție - vezi rezoluție.
- reumatism articular acut - boală inflamatorie provocată de acțiunea toxinelor unui streptococ, care provoacă o inflamație a articulațiilor mari și a inimii.
- rezervor de infecție - organism sau orice mediu inert (organic sau anorganic), care găzduiește, asigură supraviețuirea prelungită și favorizează dezvoltarea și multiplicarea microorganismelor patogene capabile de a fi transmise la diferite gazde susceptibile (om sau animale).
- rezistență la boli - capacitate a unui organism de a se opune infecției produse de un anumit agent patogen.
- rezoluție:

- dispariție a semnelor de boală sau a unui proces patologic;
- dispariție a unei inflamații fără supurare; sinonim: resorbție.
- rizomelie - malformație congenitală caracterizată prin scurtimea segmentelor proximale ale membrelor.

## S
- salazion - inflamație cronică a glandelor sebacee Meibomius, prezente la nivelul marginii palpebrale.
- salmoneloză - denumire dată unui grup de boli infecțioase ale mamiferelor și păsărilor, ale căror carne și ouă pot produce grave intoxicații la om (sinonim: paratifoză).
- sarcină ectopică (sau extrauterină) - sarcină anormală în care oul fecundat se dezvoltă în afara cavității uterine.
- sarcocél - tumoare dură a testiculelor datoriotă unei inflamații, unui traumatism etc.
- sarcóm - tumoare malignă a țesutului conjunctiv, constituită din celule atipice care se dezvoltă rapid și produc metastaze în diferite organe.
- scleroză diseminată - vezi scleroză multiplă.
- scleroză multiplă - boală progresivă, care afectează sistemul nervos central producând o gamă largă de simptome incluzând handicapuri fizice, mentale și uneori probleme psihice; alte denumiri: scleroză diseminată, encefalomielită diseminată.
- sculament - vezi blenoragie.
- scurtarea tendonului lui Ahile - afecțiune care are ca substrat reducerea lungimii tendonului achilian și care se manifestă prin se manifestă prin tulburări ale mersului sau tulburări de statică a piciorului.
- sesil - (despre tumori) cu o largă bază de implantare.
- siclemie - vezi anemie falciformă.
- sindromul copilului scuturat - formă de abuz asupra copilului care are loc atunci când un agresor violent agită un bebeluș sau copil prin crearea unui tip de mișcare bruscă provocându-i acestuia leziuni, care adesea nu sunt vizibile.
- sindromul de scurgere capilară - scurgerea plasmei sanguine prin pereții capilari către țesuturile, organele sau cavitățile înconjurătoare.
- sindromul mâinii străine (sau al mâinii alienate) - tulburare neurologică rară în care o persoană își percepe una dintre mâini ca fiind separată de controlul său voluntar și acționând autonom; apare de obicei în urma unor leziuni sau disfuncții cerebrale, în special în zonele responsabile pentru controlul motor.
- Sjögren, sindromul ~ - boală autoimună cronică caracterizată prin inflamația glandelor exocrine, în special a glandelor lacrimale și salivare, ceea ce duce la uscăciunea ochilor și a gurii.
- spasm - contracție involuntară bruscă (și violentă) a unui mușchi sau a unui grup de mușchi; sinonim: convulsie.
- spasmofilie - stare patologică care se caracterizează printr-o sensibilitate exagerată a sistemului neuromuscular, predispunând la spasme.
- staționar(ă) - despre o boală, care după ce a atins un anumit stadiu, nu se agravează și nu progresează în timp, dar nici nu se ameliorează semnificativ, simptomele și impactul asupra organismului rămânând constante, fără schimbări majore în severitate sau manifestare;vezi și: progresiv, remisie, boală cronică.
- stenoză - îngustare a unui canal sau a unui orificiu din organism în urma unei cicatrizări, a unei inflamații, a unei tumori etc.

- stenoză aortică - micșorare a calibrului valvulei aortice, care conduce sângele, după ieșirea din inimă, spre aortă și circulația generală.
- stenoză mitrală - afecțiune cardiacă ce constă în îngroșarea valvei mitrale.
- stenoză tricuspidă - micșorare a calibrului valvulei tricuspide, situată între auriculul drept și ventriculul drept.
- stenoză valvulară - micșorare a calibrului unei valvule cardiace.

- sterilitate - incapacitate de reproducere pe cale sexuală.
- stop cardiac - încetarea spontană a activității cardiace; vezi și infarct miocardic.
- supurație - formare și eliminare de puroi în urma unui proces infecțios microbian.

## Ș
- șoc anafilactic - reacție violentă a organismului provocată de injectarea sau înghițirea unei anumite substanțe sau la înțepătura unor insecte.
- șoc cardiogenic - insuficiență circulatorie acută consecutivă unei prăbușiri funcționale a pompei cardiace.

## T
- tabagism - stare toxică cronică ce apare în urma utilizării prelungite și abuzive de tutun; se manifestă prin cefalee, amețeli, scăderea apetitului, spasme musculare și vasculare, laringită, astm, simptome de angină pectorală, arterită obliterantă.
- tábes - formă tardivă de sifilis nervos (meningo-encefalită cronică sifilitică), care se manifestă prin dureri viscerale vii, în special gastrice, tulburări de sensibilitate, de mers, trofice, osoase, sfincteriene, pupilare și psihice; altă denumire: ataxie locomotorie.
- tahicardie - afecțiune în care inima bate mai rapid decât normal și care care poate varia de la o formă ușoară la una care necesită tratament de urgență; opusul este bradicardie.
- tahifemie - tulburare de vorbire caracterizată prin accelerarea ritmului verbal.
- tahifrazie - vorbire foarte rapidă.
- telangiectazie - dilatație a vaselor mici, în special ale nasului și ale obrajilor și care apare în diferite boli de piele.
- tenésme - simptom caracterizat prin necesitatea ineficientă, neplăcută și uneori dureroasă de a urina sau de a defeca și care apare în hemoroizi, fisuri anale, cistite, prostatite, uretrite etc.
- tinitus - vezi acufenă.
- traumatism:

- leziune suferită de un organism prin loviri violente, tăieturi, înțepături etc.; ansamblul tulburărilor de ordin local și general care apar în urma acțiunii unui agent extern violent;
- stare psihică patologică a unui organism care, nemaiputând să suporte o excitație excesivă, din cauza unei traume suferite, nu mai reacționează în niciun fel, devenind insensibil la orice alt excitant.
- traumă - leziune, rană provocată de un agent exterior (arsură, lovitură etc.); vezi și traumatism.

- traumă majoră - vătămare care are potențialul de a provoca invaliditate prelungită sau deces.

- triplu-A - vezi anevrism de aortă abdominală.
- tromboză - fenomen patologic care constă în formarea unui trombus (cheag sangvin, format din fibrină, din globule albe și din plachete) într-o arteră sau într-o venă.
- tubercul - mică tumoare apărută în grosimea pielii sau în orice alt țesut (cum ar fi cea produsă de bacilul Koch în cazul tuberculozei).
- turbare - vezi rabie.
- tuse seacă - tuse uscată, fără expectorație.

## U
- ulcer - ulcerație a pielii sau a mucoaselor, atacând toate straturile acestora și care are tendința de a se permanentiza; se datorește unei cauze locale (compresiune prelungită, edem, corp străin etc.), fie unei cauze generale (sifilis, tuberculoză, cancer etc.).

- ulcer de presiune - vezi escară.
- ulcer gastroduodenal - ulcer al mucoaselor gastrice și duodenale, întâlnit de obicei în boala ulceroasă.
- ulcer peptic - ulcer care apare în urma unei operații de stomac făcută pentru un ulcer gastroduodenal.

- ulcerație - leziune caracterizată printr-o pierdere circumscrisă a integrității pielii sau a mucoaselor, ca urmare a unui proces distructiv tisular; poate fi provocată de factori variați: mecanici, fizici, chimici, microbieni.
- uremie - stare toxică ce apare în cursul insuficienței renale, datorită acumulării în sânge a ureei și a altor produse toxice ale metabolismului protidic, pe care rinichiul bolnav nu le mai poate elimina.
- urticarie - erupție cutanală constituită din papule sau placarde, izolate ori confluente, însoțită de prurit; este o manifestare alergică a pielii pentru diverși alergeni.

- urticarie aquagenică - formă rară de urticarie care se declanșează în urma contactului cu apa; poate fi declanșată de apa potabilă, apă de mare, apă de piscină și, în unele cazuri, chiar de transpirație.

- uter bifór - malformație a uterului al cărui col prezintă două orificii.

## V
- vaginită - inflamație acută sau cronică a vaginului în urma infecției gonococice și care se manifestă printr-o scurgere purulentă, la care se pot adăuga dureri și arsuri locale.
- valvulopatie - denumire generică pentru afectiunile valvulare.
- varice - dilatație venoasă permanentă, de formă neregulată, datorită struturii laxe a peretelui venei, fiind mai frecventă la membrele inferioare; este însoțită de dureri locale și poate evolua până la apariția unor ulcerații cu o slabă tendință de cicatrizare.
- varicelă - viroză infectocontagioasă benignă care afectează în special copiii; se manifestă prin febră și prin erupție veziculoasă tegumentară și uneori mucoasă (sinonim: vărsat de vânt).
- variolă - boală infecțioasă, contagioasă și epidemică, provocată de un virus, caracterizată prin apariția la suprafața pielii (și a mucoaselor) a numeroase pustule care, după ce se vindecă, lasă cicatrice definitive; denumire populară: vărsat.

- variola maimuței - boală infecțioasă, de tip viral, care se manifestă prin febră, ganglioni limfatici umflați și o erupție cutanată.

- vascularită - vezi angeită.
- vărsat - vezi variolă.
- vărsat de vânt - vezi varicelă.
- vânătaie - vezi echimoză.
- vehicul - mijloc de transmitere a unei boli.
- veneric - (despre boli) care se răspândește prin contact sexual; care afectează organele genitale.
- verminoză - vezi helmintiază.
- veziculă - leziune cutanată caracterizată printr-o mică cavitate plină cu lichid, care apare la nivelul pielii sau al mucoaselor.
- veziculită - inflamație a veziculelor seminale, având drept cauze: infecții bacteriene, infecțiie virale, obstrucție, boli autoimune etc.

## W
- Waardenburg, sindromul ~ - grup de disfuncții genetice rare, care poate provoca modificări în colorarea (pigmentarea) pielii, a părului și a ochilor și poate cauza pierderea auzului.

## X
- xantomatoză - boală produsă prin tulburarea metabolismului colesterolului și care se caracterizează prin creșterea în sânge a colesterolului și prin acumularea acestuia în formații papuloase sau nodulare.
- xantoză - vezi carotenodermie.
- xantopsie - tulburare de vedere care constă în vederea în galben a obiectelor; se întâlnește în cursul icterului, în intoxicația cu santonină.
- xeroză (sau xeroftalmie) - uscare a conjunctivei și a corneei, provocată de lipsa vitaminei A și de insuficiența secreției lacrimale; vezi și asteatoză.

## Z
- Ziua Mondială a Tuberculozei - ziua 24 martie a fiecărui an, este concepută pentru a atrage atenția opiniei publice cu privire la epidemia globală de tuberculoză (TBC) și eforturile de a elimina boala.
- Zollinger-Ellison, sindromul ~ - ulcere multiple la nivelul stomacului și al duodenului, insoțite de o inflamație locală, provocate de de aciditate gastrică excesivă.
- zona zoster - afecțiune cutanată, caracterizată printr-o erupție de vezicule reunite în grup, apărând pe traiectul ramificațiilor superficiale ale unui nerv; se manifestă prin dureri locale, înroșire a pielii, starea generală rea.
- zoofilie - perversiune sexuală constând în săvârșirea actului sexual cu animale; sinonim: bestialitate.
- zoonoză - boală infecțioasă sau parazitară care se transmite de la animale la om.
- zooprofilaxie - măsuri de protecție împotriva maladiilor cu transmitere de la animal la om.